# Dodge Charger (B-body)
El Dodge Charger es un automóvil deportivo de tamaño mediano, producido por el fabricante estadounidense Chrysler y vendido bajo la división Dodge, de 1966 a 1978. Estaba basado en la plataforma "B-body" de Chrysler, la misma que compartía con el Dodge Coronet y con los Plymouth medianos como el Plymouth Satellite y el Belvedere.

## Prototipo (1965)

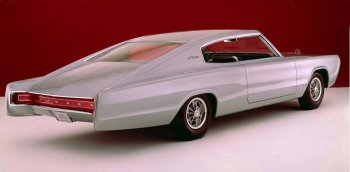
Vista trasera del prototipo del Dodge Charger II de 1965.

Para 1964, la mayoría de los fabricantes comenzaban a ofrecer automóviles comunes con opciones deportivas e incluso a diseñar nuevos deportivos, lo que principalmente detonó con la introducción del Pontiac GTO en 1964 y con el lanzamiento del Ford Mustang en el mismo año. Esto propició que las demás divisiones de General Motors comenzaran a producir versiones deportivas de sus demás vehículos, tal fue el caso del Chevrolet Chevelle SS, el Oldsmobile 442 y el Buick Gran Sport (GS), poniendo en desventaja a los vehículos Chrysler, ya que sus únicos autos para competir contra los llamados muscle cars eran solamente el Coronet y el Belvedere y, aunque tenían disponibles los RB 440 y el 426 Hemi, su aspecto exterior era un diseño muy anticuado y para nada deportivo.
Por otra parte, el Mustang tuvo un competidor directo de Chrysler, el cual era una versión especial basado en el compacto Plymouth Valiant: el Plymouth Barracuda 1964 ½, ya que después de todo, en realidad introdujo el fastback 16 días antes de que Ford lo hiciera con el Mustang, solamente disponible en versión descapotable y fastback. Aunque este último pudo mantenerse a la par con el Mustang, su diseño basado en el Valiant le restó autenticidad e imagen propia, pero de otra manera los coches de Chrysler Corporation se veían viejos.
Al ver el éxito de los muscle cars de tamaño mediano e intermedio, Chrysler decidió diseñar su propio modelo y optó por tomar su plataforma mediana "B" para crear su nuevo auto. Este fue el Charger, que de ser un concepto se convirtió en una realidad para 1966. El nombre Charger se usó en un prototipo de 1964 que estaba basado en el Dodge Polara. En 1965 presentaron el prototipo llamado Charger II, que fue diseñado por Carl Cameron y se parecía más al modelo que más tarde salió a producción.

## Primera generación (1966-1967)

### 1966

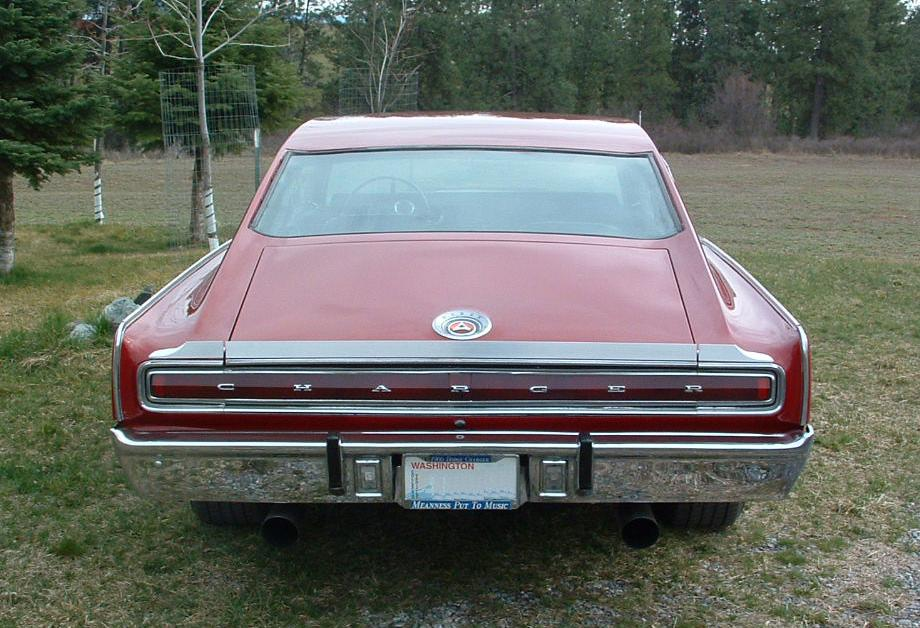
Vista trasera con el spoiler de NASCAR.

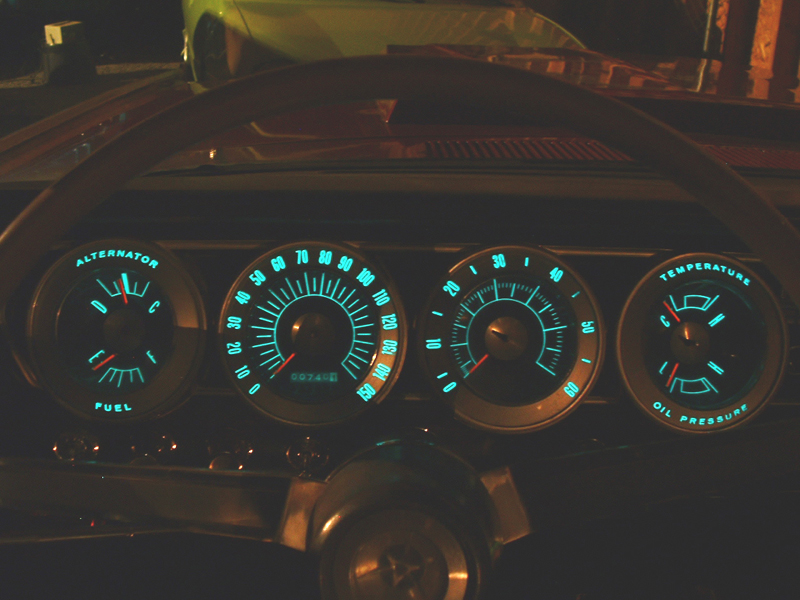
Indicadores en el salpicadero.

Dodge estaba en la desesperada necesidad de un coche que pudiera apelar a cualquiera con una edad por debajo de 80 años y la manera de hacerlo rápidamente fue desarrollar una versión fastback de su coche de tamaño mediano Coronet. Apareció en el otoño de 1965 ya como modelo 1966, así que la primera generación del Charger salió al mercado en 1966.
Exceptuando el techo fastback de dos puertas y algunos adornos únicos, el Charger era cada pulgada del Coronet, lo cual significaba que era una simple estructura carrocería con una suspensión delantera de brazos de control de largo desigual, que usó barras de torsión como un medio elástico y un eje rígido sobre ballestas semielípticas en la parte trasera. Excepto por esas barras de torsión, que era la entonces marca de diseño de suspensión de Chrysler, no tenía absolutamente nada convencional acerca de la ingeniería del Charger.
El frente del auto era igual al del Coronet, pero integraba faros escamoteables en la parrilla delantera, muy parecidas a las del Mercury Cougar y para poder ver las luces, se accionaba un mecanismo eléctrico desde dentro del vehículo para que las placas que tenían los faros rotaran completamente para permitir al operador encender las luces.
La carrocería estaba basada en el Coronet, pero el toldo estaba curveado hacia atrás, convirtiendo al Charger en un fastback, lo que le dio un aspecto diferente y una mayor aerodinámica al automóvil. Las luces traseras eran una barra que corría de costado a costado y distribuidas en el centro de esta se encontraban unas letras con el nombre "Charger". La ventana lateral se diseñó un poco cuadrada, similar a las del los Chevrolet Chevelle de 1970-72, además solamente estuvo disponible como Hardtop. Por dentro, equipaba una configuración de asientos 2+2 y una consola central, además el tablero fue único para el Charger, ya que tenía un diseño muy futurista y todos los indicadores tenían electroluminiscencia. Más adelante estaba disponible un spoiler, convirtiéndolo en el primer modelo de producción en lucirlo.
Dodge esperó hasta 1966 para unirse a la "manía" del fastback iniciada por el Mustang y el Barracuda, pero llegó con algo más de fuerza que los otros podrían soñar. Al estar basado en la plataforma mediana del Coronet, el Charger agregó una incómoda línea del techo fastback, mejorada por los pilares C barridos, faros ocultos y unas luces traseras completas a lo largo de toda la zaga. El interior era una obra de arte con cuatro asientos tipo baquet, consolas disponibles en el frente y en la parte trasera e indicadores completos. Los asientos baquet traseros todavía se podían doblar hacia abajo para crear un área de carga de 7 pies (2,1 m) de largo.
Aunque el motor estándar era el de 318 plg³ (5,2 litros), muchos clientes escogían el de 383 plg³ (6,3 litros) con mayor potencia, pero el modelo 1966 también vio el debut del motor más famoso en la historia del muscle car: el 426 Hemi, que aunque estos motores habían estado disponibles en los años 50 y el 426 desde 1964, en 1966 vio el debut de la versión de calle, el primero que el conductor promedio podía usar. Según los anuncios desarrollaba 425 HP (431 CV; 317 kW), aunque en realidad producía cerca de 500 HP (507 CV; 373 kW) para la versión de calle. Solamente se construyeron 468 unidades de un total de 37 344 unidades, tal vez porque venía con un año o 12 000 millas (19 300 km) de garantía en lugar del estándar de 5 años o 50 000 millas (80 500 km). Más adelante, esa garantía era inválida si el coche estaba “sujeto a cualquier operación extrema”, como por ejemplo, en carreras de arrancones.

### 1967

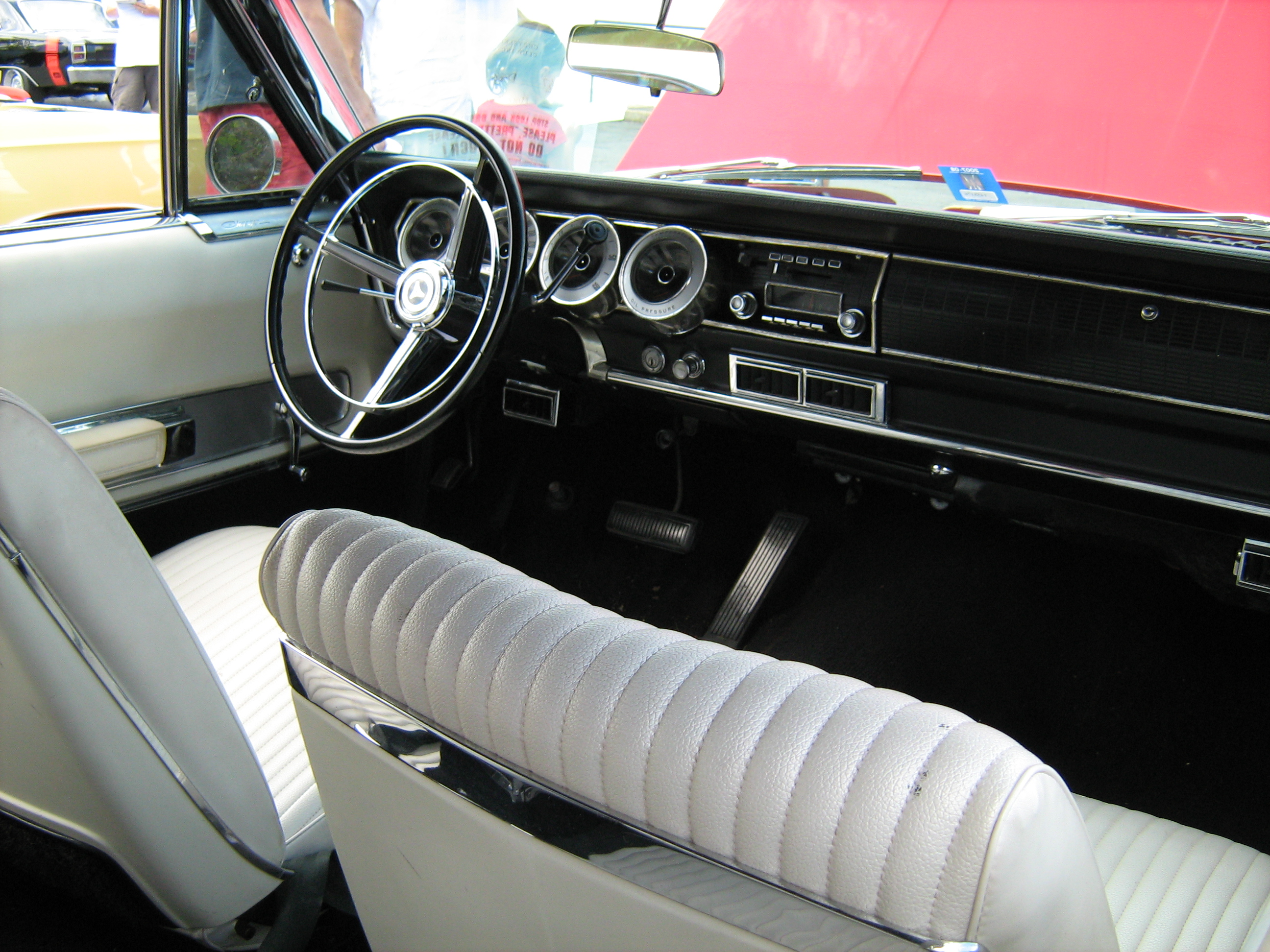
Habitáculo interior del fastback.

Para nadie era una sorpresa que el modelo 1967 era mucho una continuación de 1966. En apariencia, había algo nuevo de cromo añadido a los lados de coche y todos los adornos del interior fueron mejorados a los niveles del Coronet 500. El V8 Magnum de 440 plg³ (7,2 litros) con 375 HP (380 CV; 280 kW), también era una opción. Así, a nadie parecía importarle y las ventas cayeron a 15 788 unidades y solamente 118 de ellas con el Hemi. Mientras que el Charger era relativamente no amado en su primera iteración, sobrevivió a la prosperidad en su segunda generación.
Ese año vio la introducción del Magnum 440 en la línea como el motor estándar en el paquete R/T, mismo que era el más grande de Chrysler, el cual producía 375 HP (380 CV; 280 kW). Era más barato que el Hemi, podía seguir corriendo bien hasta alrededor de 60 mph (97 km/h) y era más fácil de ajustar y correr en la calle, pero para las carreras serias, el Hemi seguía siendo el rey.
Desde que tenía tal éxito de ventas, los cambios eran limitados para 1967. A pesar de que el éxito en las carreras en NASCAR de 1966, las ventas cayeron a la mitad porque estaba enfrentando una fuerte competencia en la serie Trans-Am con el Mustang y el totalmente nuevo Chevrolet Camaro, así que decidieron que un rediseño mayor estaba en orden, en lugar de una reestilización menor.
Al ser casi idéntico al modelo 1966, se distingue de ese año por sus faros direccionales sobre las puntas del guardabarros.
Físicamente el auto permaneció sin cambios, solamente en 1967 la gama de motores se expandió: el V8 de la serie A de 318 plg³ (5,2 litros) fue sustituido por uno con un carburador de 2 gargantas de la serie LA.

### Motores
En cuanto a motorizaciones, podía ser adquirido con el V8 base de 318 plg³ (5,2 litros) de la serie A, con un carburador de 2 gargantas. El motor intermedio era el de 383 plg³ (6,3 litros) con carburador de cuatro gargantas de la serie B; y como tope de la línea, se encontraba el poderoso Hemi de 426 plg³ (7 litros) con 425 HP (431 CV; 317 kW). Había dos motores V8 de la serie B de 383 plg³ (6,3 litros), con opción de carburador de 2 o 4 gargantas; y a la línea de motores de 426 plg³ (7 litros), se unió el de 440 plg³ (7,2 litros) Magnum de la serie RB con carburador de 4 gargantas, mientras que el 426 Hemi siguió siendo el tope de la gama.
| Código de motor  | Cilindrada       | Diámetro x carrera                  | Carburación                  | Relación de compresión | Potencia máxima (SAE brutos)       | Par máximo (SAE brutos)         |
| ---------------- | ---------------- | ----------------------------------- | ---------------------------- | ---------------------- | ---------------------------------- | ------------------------------- |
| LA-series        | 318 plg³ (5,2 L) | 3,91 x 3,31 plg (99,3 x 84,1 mm)    | Carter BBD de 2 bocas        | 9,0:1                  | 230 HP (233 CV; 172 kW) @ 4400 rpm | 340 lb·pie (461 N·m) @ 2400 rpm |
| B-series         | 361 plg³ (5,9 L) | 4,125 x 3,375 plg (104,8 x 85,7 mm) | Carter BBD de 2 bocas        | 9,0:1                  | 265 HP (269 CV; 198 kW) @ 4400 rpm | 380 lb·pie (515 N·m) @ 2400 rpm |
| B-series         | 383 plg³ (6,3 L) | 4,25 x 3,375 plg (108 x 85,7 mm)    | Carter BBD de 4 bocas        | 10,0:1                 | 325 HP (330 CV; 242 kW) @ 4800 rpm | 425 lb·pie (576 N·m) @ 2800 rpm |
| Hemi             | 426 plg³ (7 L)   | 4,25 x 3,75 plg (108 x 95,3 mm)     | Carter AFB dobles de 4 bocas | 10,25:1                | 425 HP (431 CV; 317 kW) @ 5000 rpm | 490 lb·pie (664 N·m) @ 4000 rpm |
| RB-series Magnum | 440 plg³ (7,2 L) | 4,32 x 3,75 plg (109,7 x 95,3 mm)   | Carter AFB de 4 bocas        | 10,0:1                 | 375 HP (380 CV; 280 kW) @ 4600 rpm | 480 lb·pie (651 N·m) @ 3200 rpm |

## Segunda generación (1968-1970)

### 1968

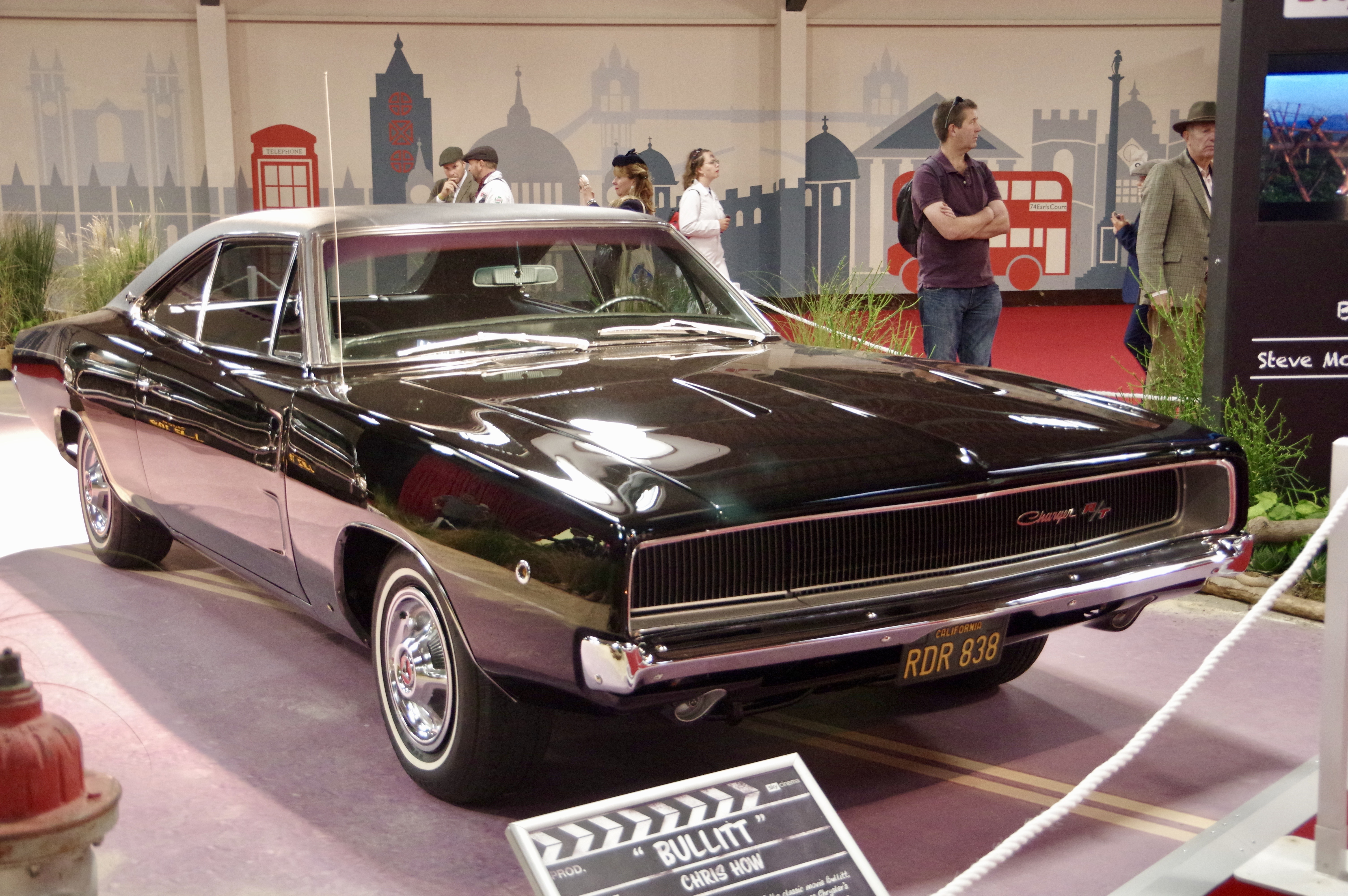
R/T 440 Magnum de los villanos de la película "Bullitt", con la matrícula original "RDR 838" del Estado de California.

La plataforma B de Chrysler fue rediseñada para el año de 1968 y el Charger se diferenció todavía más del Coronet. Este modelo fue uno de los más famosos por tener un carrocería muy aerodinámica. En esta generación sigue teniendo los faros ocultos, pero esto cambia cuando se acciona un botón que inmediatamente quita las tapas para que se vean los faros. La versión R/T usaba el Magnum de 440 plg³ (7,2 litros) con 375 HP (380 CV; 280 kW).
El éxito del modelo 1968 ciertamente puede ser casi debido a su estilo, después de lúgubres ventas de lo que de otro modo sería similar a los coches de 1967. La nueva imagen de botella de "Coca-Cola" lo convirtió en uno de los muscle cars con mejor apariencia en los Estados Unidos, con muchos considerándolo como el coche de rendimiento con mejor apariencia de los años 1960.
El gerente general de Dodge Robert B. McCurry, llamó a la segunda generación como un coche deportivo de tamaño grande, alabando su estilo aerodinámico de la "era del Jet". Una desviación radical desde el modelo 1966, el nuevo coche continuó con su imagen de desempaño. La compañía escribió que la "forma de cuña (wedge)" desplazó el énfasis hacia las llantas traseras, con una apariencia de impulso hacia adelante desde ahí. Los lados curveados y los indicadores inclinados hacia el conductor se decía que eran de un tema de cabina de avión.
La batalla de 117 pulgadas (297,2 cm) tenía una línea del capó más larga y más baja, un spoiler pequeño integrado al final de la cubierta trasera, faros ocultos, un parachoques integrado con protectores verticales, compuertas simuladas en el capó y a los lados de la carrocería, un tapón de gasolina de llenado rápido grande ubicado la parte trasera del panel del cuarto y luces de estacionamiento montadas en el parachoques para parecerse a las luces de rallye.
El interior mejorado tenía asientos tipo baquet delanteros envueltos en vinilo, con una consola central acolchada opcional, un reloj "rallye" y bolsillos guarda mapas.
Para la seguridad, la nueva puerta de la guantera tenía bisagra en la parte superior en lugar de al fondo, así que no podía caer encima de las rodillas y las perillas de manivela de las ventanillas eran fabricadas de plástico suave y flexible. La parte superior de la parte delantera del asiento trasero tenía una estructura de metal cubierta de espuma absorbente de energía y el salpicadero estaba acolchado para protección de las piernas y rodillas. Los ceniceros estaban empotrados y las ventanillas eléctricas tenían un bloqueo de seguridad para evitar que los niños jugaran con ellas y no podían usarse a menos que el motor estuviese encendido. Las opciones incluían reposacabezas delanteros, cinturones centrales delanteros de regazo, para coches sin la consola, cinturones de hombro delanteros y traseros para los pasajeros fuera de borda, un volante acolchado y un desempañador de la ventana trasera.

#### R/T

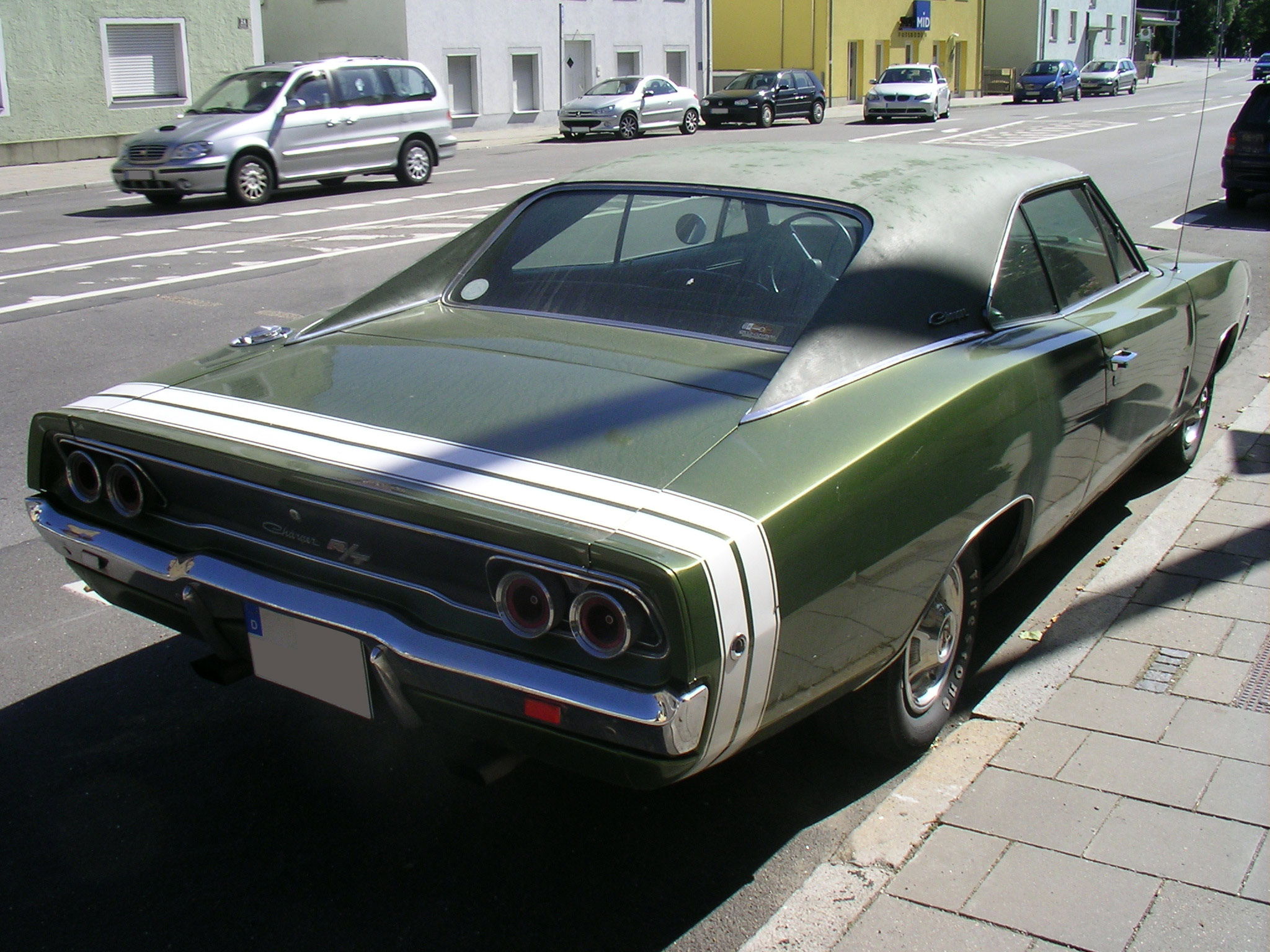
Vista trasera de la versión R/T.

El nuevo paquete R/T para 1968 era como del estilo más convencionalmente en el Coronet R/T; tenía un motor Magnum de 440 plg³ (7,2 litros), suspensión y frenos "heavy duty" (de servicio pesado) y una opción de transmisión automática TorqueFlite 727 de tres velocidades o una de cuatro, con rayas deportivas "bumblebee" (de abejorro) en la parte trasera que los clientes podían optar por omitirla. También venía con una opción de seis colores para el interior y 17 para el exterior. Tres de cada cuatro coches vendidos fueron equipados con techo de vinilo.
En ese año, las ventas fueron mucho más altas de lo esperado; los planificadores de productos asumieron que podrían vender entre 20 000 y 35 000 unidades, pero fabricaron 96 000. Las ventas del Hemi subieron a 467, aunque seguían siendo muy pequeñas, ya que esta opción costaba más de una cuarta parte de lo que cuesta el coche, pero mejores que las del año anterior. Para incrementar las ventas, la producción en la planta de Hamtramck (Míchigan) fue triplicada y la línea de producción fue agregada a San Luis (Misuri). El Charger representaba el 16% de las ventas de Dodge y se incrementaron en un 460% más alto que en 1967.
Para los siguientes dos años, Dodge estaba en la indecisión entre cambios de reestilización anuales y al mismo tiempo sin querer tener problemas con un buen resultado; hicieron cambios menores a la parrilla como compromiso, ya que debajo tenía un parachoques cromado, mientras que para 1969 tenía un divisor central cromado; y para 1970 tenía un parachoques cromado rectangular alrededor de la parrilla.

### 1969
Según la revista especializada "Mopar Muscle", publicó una lista de los números de producción para la especialidad de los Charger de 1969:
- 392 Charger 500.
- 67 Hemi 500.
- 433 Daytona con motor de 440 plg³ (7,2 litros).
- 70 Daytona con motor Hemi.

Quedó virtualmente sin tocar y solamente tenía un divisor central en la parrilla, calaveras empotradas y las luces blancas de reversa se movieron debajo del parachoques trasero.

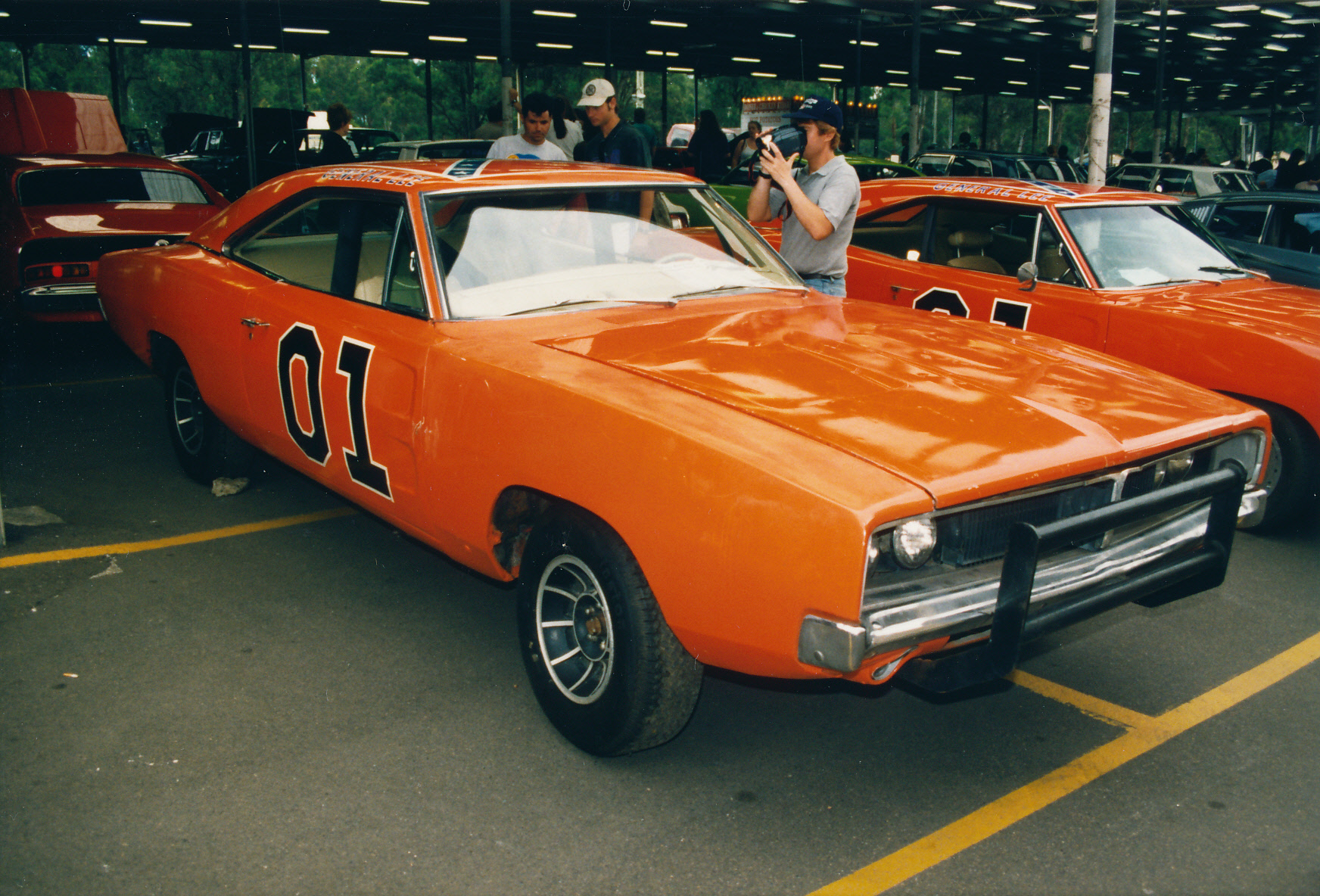
El "General Lee".

El Charger 500 podría haber sido llamado así por el total de fabricados por parte de Creative Industries a partir de los modelos estándar, para poder cualificar con las reglas de ventas de la NASCAR. Usaron una parrilla del Coronet y una ventana trasera más nivelada e inclinada para eliminar problemas de aerodinámica que propiciaron en carreras contra coches Ford de menor potencia, pero más resbaladizos. En ese mismo año, se vio al Charger Daytona con un spoiler masivo y un morro aerodinámico; ningún otro coche podía igualar la velocidad máxima, estableciendo un récord de 200 mph (322 km/h) con su motor estándar de 440 plg³ (7,2 litros) y el Hemi opcional. El motor Slant-six se agregó a la gama inexplicablemente y alrededor de 500 unidades fueron vendidas.
Los clientes obtuvieron nuevos asientos con inclinación ajustable y botones de los seguros de puertas mejoradas, ajustadores de freno y zumbadores de advertencia. La nueva parrilla usó seis ventilas de aire funcionales con una apariencia de "toma doble", mientras que las calaveras traseras deportivas reemplazaron a las unidades redondeadas y más pequeñas. Todos obtuvieron una suspensión "rallye" de mejor agarre con altas tasas de resorteo y barra estabilizadora; el R/T y el 500 venían con barras de torsión "heavy duty" (de servicio pesado), amortiguadores, muelles traseros y barras estabilizadoras. Los clientes podían mejorarlo con frenos de disco delanteros, control de crucero adaptativo, un tacómetro, desempañador de la ventana trasera y un estéreo con radiocasete.
El grupo de versión opcional "Special Edition" agregó asientos baquet de cuero, un volante de grano de madera, diferentes inserciones en el salpicadero, pedales con adornos brillantes, cubiertas de ruedas de plato hondo y unos grupos ópticos que incluían direccionales de giro montadas en el guardabarros.
Las opciones del techo de vinilo incluían bronce, verde, negro y blanco. El motor estándar era el V8 de 318 plg³ (5,2 litros) con la opción del "slant-six", que aparentemente fue incluido en versiones 500. El opcional de 383 plg³ (6,3 litros) venía con carburador de dos o cuatro gargantas. El R/T que representaba poco más de la quinta parte de todas las ventas del Charger de 1968, venía con el de 440 plg³ (7,2 litros) y 375 HP (380 CV; 280 kW), pero los clientes podían optar por ordenar el más caro y muy potente Hemi de 426 plg³ (7 litros) con 425 HP (431 CV; 317 kW).

### 1970

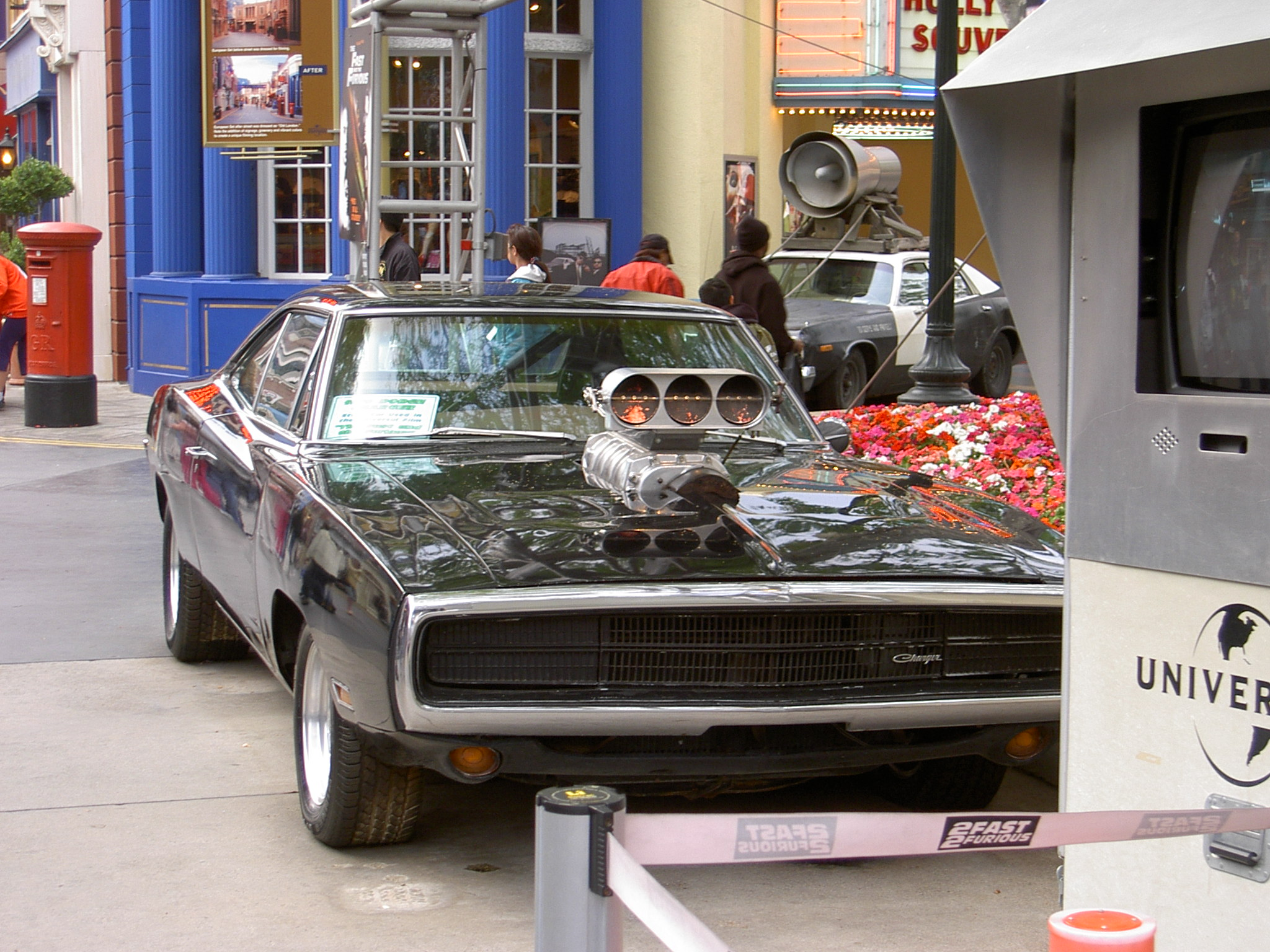
El Charger de la película "The Fast and the Furious".

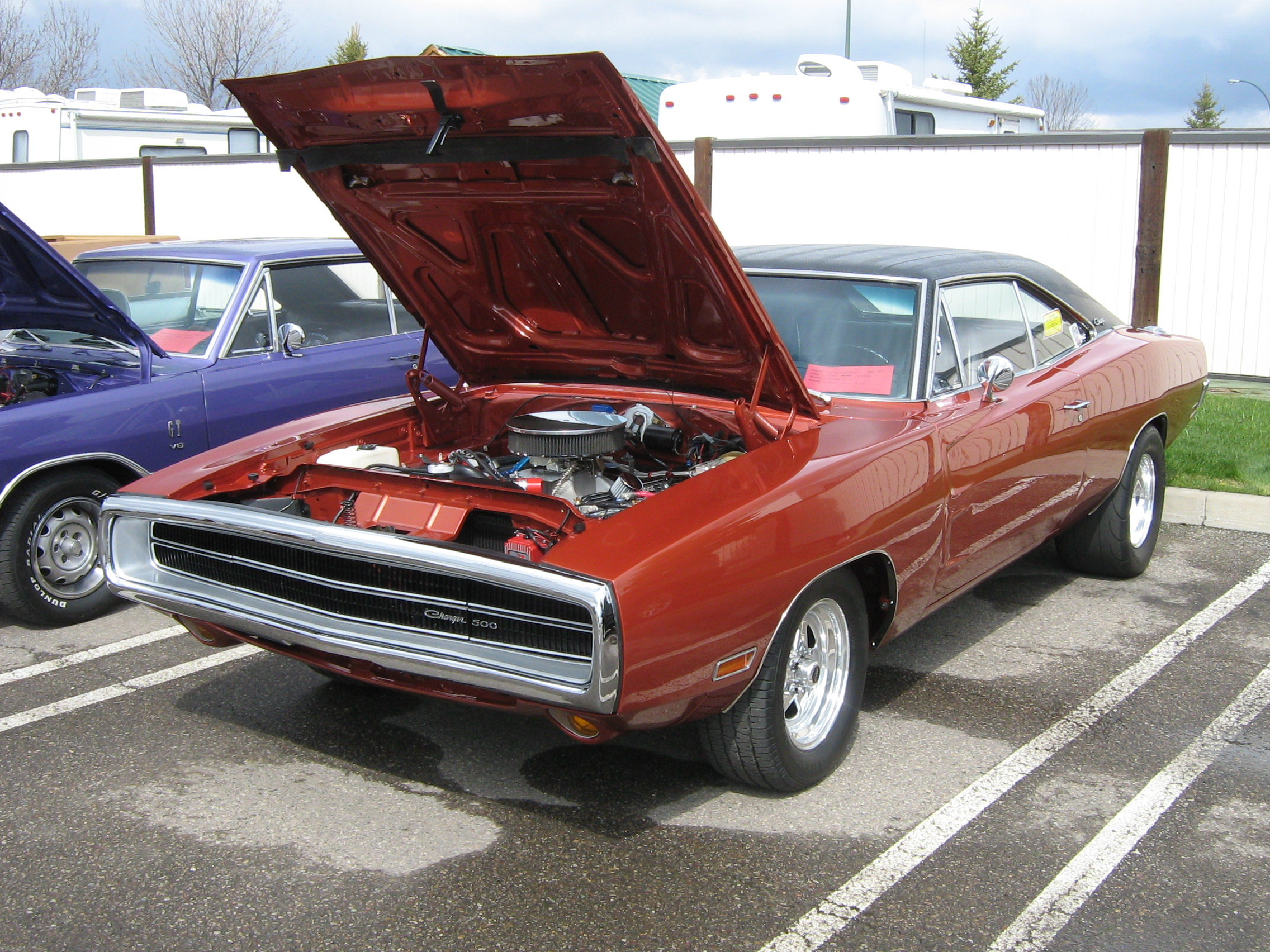
Charger 500 en Lethbridge, Canadá en 2009.

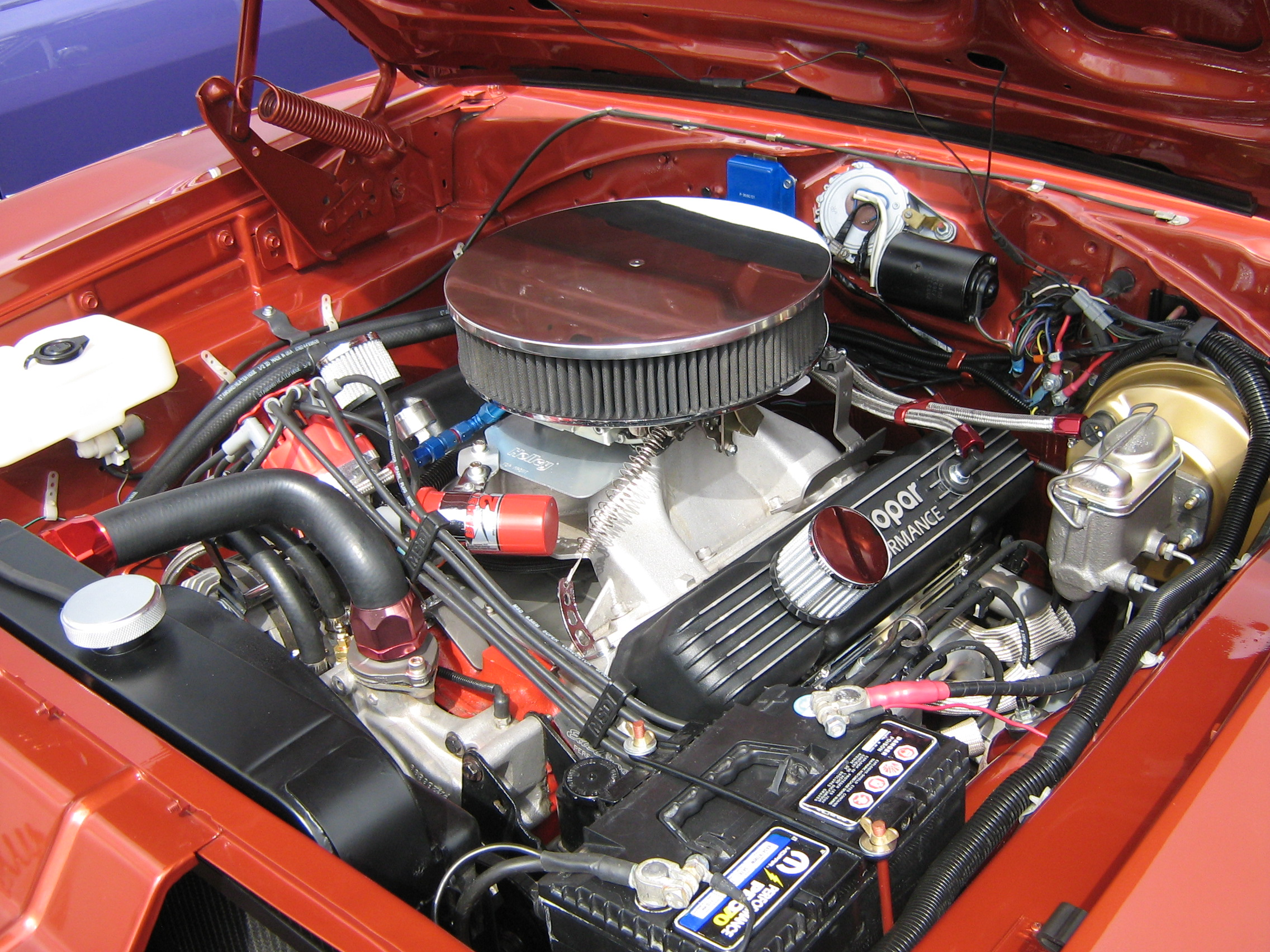
Motor de un Charger 500 de 1970.

Recibió cambios menores. El Charger 500 se abandonó, ya que no era necesario para competir con el Daytona de mayor velocidad; como también sucedía muy seguido, el nombre de desempeño era convertido a un nivel de equipamiento ofrecido, con el 318 entre el estándar y el R/T.
Creció por una pulgada más largo. El paquete SE seguía estando disponible con asientos baquet opcionales. Contra todo pronóstico, a diferencia de otros modelos intermedios de Chrysler, tenía llantas estándar de 14 pulgadas (35,6 cm) y no de 15 pulgadas (38,1 cm).
Un Charger Daytona hizo historia en el Talladega Superspeedway cuando Buddy Baker se convirtió en el primer piloto de carreras en registrar una velocidad de más de 200 mph (322 km/h) en una vuelta en un circuito cerrado, cuyo récord permaneció vigente sin batir durante muchos años.
Tenía un nuevo parachoques el cual rodeaba completamente la parrilla, nuevas calaveras a lo largo de toda la zaga, además del zumbador del interruptor de encendido del motor requerido. También obtuvo puertas con diseños en forma de cuchara simulada y unas franjas deportivas longitudinales en lugar de las del tipo "bumblebee"
Las opciones de motorizaciones continuaban sin cambios. El R/T base equipaba el de 440 plg³ (7,2 litros) con 375 HP (380 CV; 280 kW) y 480 lb·pie (651 N·m) con un carburador Carter sencillo de 4 bocas y la misma sincronización del árbol de levas que el Hemi, con una duración de 268° en el colector de admisión y 284° en el de escape.
La producción total para 1970 fue de 49 768 coches. De los cuales 10 337 sorpresivamente eran R/T. Se seguía vendiendo bien en comparación con los modelos 1966-67, aunque las ventas cayeron hasta un poco más de la mitad de lo habían sido en 1968 y hubo menos de la mitad en 1969 con gran desempeño.
El estándar venía con el Slant-six de 225 plg³ (3,7 litros) o el V8 de 318 plg³ (5,2 litros), con tres velocidades, asientos de banca de vinilo, alfombrillas de pila profunda, volante de tres rayos con el botón de la bocina por separado, frenos autoajustables, neumáticos con cinturón de fibra de vidrio, suspensión heavy duty (de servicio pesado) con barras de torsión frontales, barra estabilizadora frontal y ballestas traseras, protectores de parachoques traseros, faros ocultos y un tapón de combustible de llenado rápido. El freno de estacionamiento era accionado con un pedal.
Los Charger 500 agregaron asientos baquet, un reloj y molduras de labio de rueda. En el R/T el reloj era opcional, mientras que agregó el motor de 440 plg³ (7,2 litros) con 4 bocas y escapes dobles; transmisión automática generalmente más rápida en carreras; frenos de tambor heavy duty (de servicio pesado); llantas F70 de 14 pulgadas (35,6 cm) con neumáticos de flanco blanco; paquete de conducción R/T; salpicadero de imitación tipo nuez simulada; limpiaparabrisas de tres velocidades y rayas deportivas.
La versión SE que era un paquete más lujoso y confortable, tenía asientos baquet delanteros en cuero y vinilo, volante y salpicadero de imitación tipo nuez falso, cubiertas de ruedas de plato hondo y bolsillos guarda mapas también de vinilo.
Las opciones incluían aire acondicionado, control de crucero, descansa brazos central delantero acolchado plegable hacia abajo para los asientos baquet, faros delanteros con retraso de tiempo, rejilla portaequipajes, "sunroof" (techo solar), espejo retrovisor lateral izquierdo con control remoto, espejo retrovisor lateral derecho, bocinas en el asiento trasero, una variedad de radios que incluían un estéreo con tres bocinas en el salpicadero, cinturones de hombro traseros, desempañador de la ventana trasera, asiento baquet del conductor ajustable manualmente de seis posiciones, limpiaparabrisas de tres velocidades, cristales entintados, aislamiento del capó frenos de potencia, dirección hidráulica y elevalunas eléctricos. También había numerosas opciones de apariencia.
La única manera de obtener una transmisión manual con el R/T era con un V8 de 4 bocas y palanca de cambios Hurst. Una palanca montada en el piso de tres velocidades se vendía con el motor 383 plg³ (6,3 litros) de 4 bocas. Había opciones para un diferencial de deslizamiento limitado de agarre seguro, tacómetro, frenos de disco de potencia delanteros, tambores heavy duty, paquete de arrastre de remolque, paquetes de eje y suspensión XHD Rallye (R/T).

### Motores
| Tipo de motor | Código             | Cilindrada       | Diámetro x carrera                | Carburación                  | Relación de compresión | Potencia máxima (SAE brutos)       | Par máximo (SAE brutos)         |
| ------------- | ------------------ | ---------------- | --------------------------------- | ---------------------------- | ---------------------- | ---------------------------------- | ------------------------------- |
| 6 en línea    | Slant-6            | 225 plg³ (3,7 L) | 3,4 x 4,12 plg (86,4 x 104,6 mm)  | Una boca                     | 8,4:1                  | 145 HP (147 CV; 108 kW) @ 4000 rpm | 215 lb·pie (292 N·m) @ 2400 rpm |
| V8            | LA-series          | 318 plg³ (5,2 L) | 3,91 x 3,31 plg (99,3 x 84,1 mm)  | Carter BBD de 2 bocas        | 9,0:1                  | 230 HP (233 CV; 172 kW) @ 4400 rpm | 340 lb·pie (461 N·m) @ 2400 rpm |
| V8            | B-series Magnum    | 383 plg³ (6,3 L) | 4,25 x 3,375 plg (108 x 85,7 mm)  | 4 bocas                      | 9,5:1                  | 335 HP (340 CV; 250 kW) @ 5200 rpm | 425 lb·pie (576 N·m) @ 3400 rpm |
| V8            | Hemi               | 426 plg³ (7 L)   | 4,25 x 3,75 plg (108 x 95,3 mm)   | Carter AFB dobles de 4 bocas | 10,25:1                | 425 HP (431 CV; 317 kW) @ 5000 rpm | 490 lb·pie (664 N·m) @ 4000 rpm |
| V8            | RB-series Magnum   | 440 plg³ (7,2 L) | 4,32 x 3,75 plg (109,7 x 95,3 mm) | 4 bocas                      | 9,7:1                  | 375 HP (380 CV; 280 kW) @ 4600 rpm | 480 lb·pie (651 N·m) @ 3200 rpm |
| V8            | RB-series Six Pack | 440 plg³ (7,2 L) | 4,32 x 3,75 plg (109,7 x 95,3 mm) | Triples de 2 bocas           | 10,5:1                 | 390 HP (395 CV; 291 kW) @ 4700 rpm | 490 lb·pie (664 N·m) @ 3200 rpm |

## Tercera generación (1971-1974)

### 1971

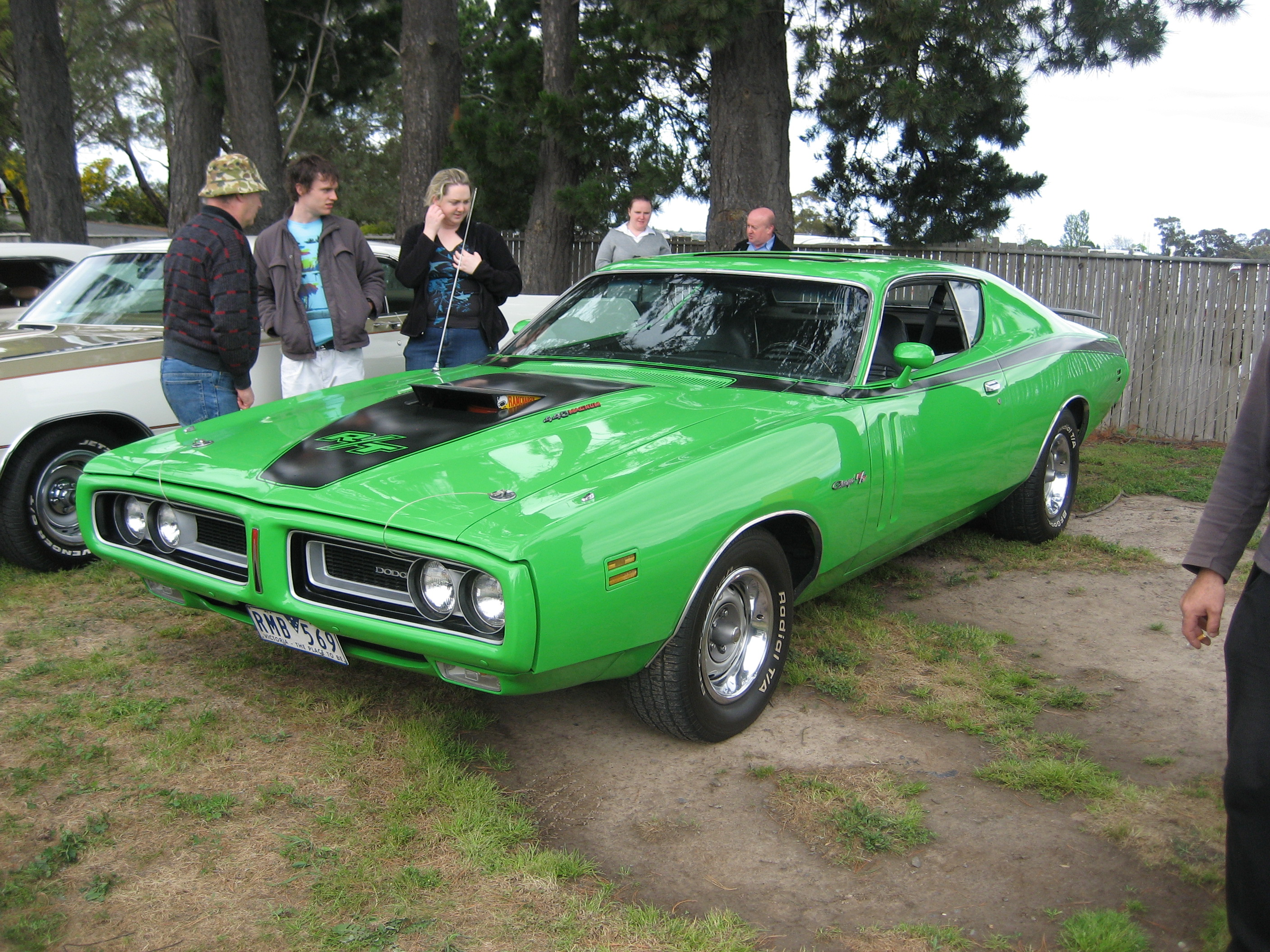
R/T 440.

En 1971, la nueva generación tuvo su debut y fue rediseñado completamente para diferenciarlo del Coronet, ya que tenía una división en la parrilla en dos secciones y una carrocería más redondeada, rodeada por un grueso bocel en el mismo color de la carrocería, o cromado según la versión. Los interiores se parecían a los de la plataforma E de Chrysler. Los faros ocultos se presentaron como una opción.
La transmisión estándar era manual de 3 velocidades y, como opcional, una de 4 velocidades y la automática TorqueFlite de 3 velocidades. Es el último año con el motor Hemi de 426 plg³ (7 litros) con 425 HP (431 CV; 317 kW). Uno de los factores que convencieron a Chrysler a dejar de vender este motor fue el alto valor de las pólizas de seguros para automóviles de gran potencia y solamente se ensamblaron 156 unidades con ese motor.
La gama incluía 3 series: el base, el 500 intermedio y el R/T deportivo. El base venía con el motor “Slant Six” de 145 HP (147 CV; 108 kW) y como opcional un V8 de 318 plg³ (5,2 litros) con 230 HP (233 CV; 172 kW). Se trata de un cupé bastante convencional que poco tenía que ver con el Charger original.
La serie 500 venía con butacas envolventes, mejores terminaciones y como opcional, el motor de 383 plg³ (6,3 litros) con 275 HP (279 CV; 205 kW). Los modelos R/T tenían el potente motor Magnum de 440 plg³ (7,2 litros) con 385 HP (390 CV; 287 kW).
Este año fue el principio del fin de la era de los muscle cars. Mientras otros fabricantes estaban reduciendo la potencia de sus motores, Chrysler la mantuvo tanto como pudo. El Hemi retuvo sus 425 HP (431 CV; 317 kW), mientras que el motor de 440 HP (446 CV; 328 kW) perdió 5 hp hasta 370 HP (375 CV; 276 kW) y el 440 Six Pack también, hasta quedar en 385 caballos (390 CV; 287 kW). El modelo rediseñado perdió 2 pulgadas (5,1 cm) en la batalla y ganó un estilo de botella de Coca-Cola. Compartía carrocería con el Dodge Super Bee y seguía estando disponible en versiones R/T y SE. En el R/T primaba particularmente el color negro, con su capó oscurecido estándar, extractores de aire laterales simulados, ruedas Rallye, franjas de cinta deportivas y spoilers delanteros y traseros opcionales. El Hemi respiraba a través de una toma de aire en el capó tipo "Air Grabber", activada con un interruptor desde el salpicadero. Un alta gama de colores vivos estaba disponible, desde el “Green Go” (verde) hasta el “Citron Yella” (amarillo cítrico). Este estilo de carrocería duraría hasta 1974, aunque sería el último año para el motor 426 Hemi, dado que Chrysler decidió retirarlo cuando todavía seguía a la cabeza en vez de tener que "estrangularlo" para ajustarse a los estándares de emisiones.

### 1972

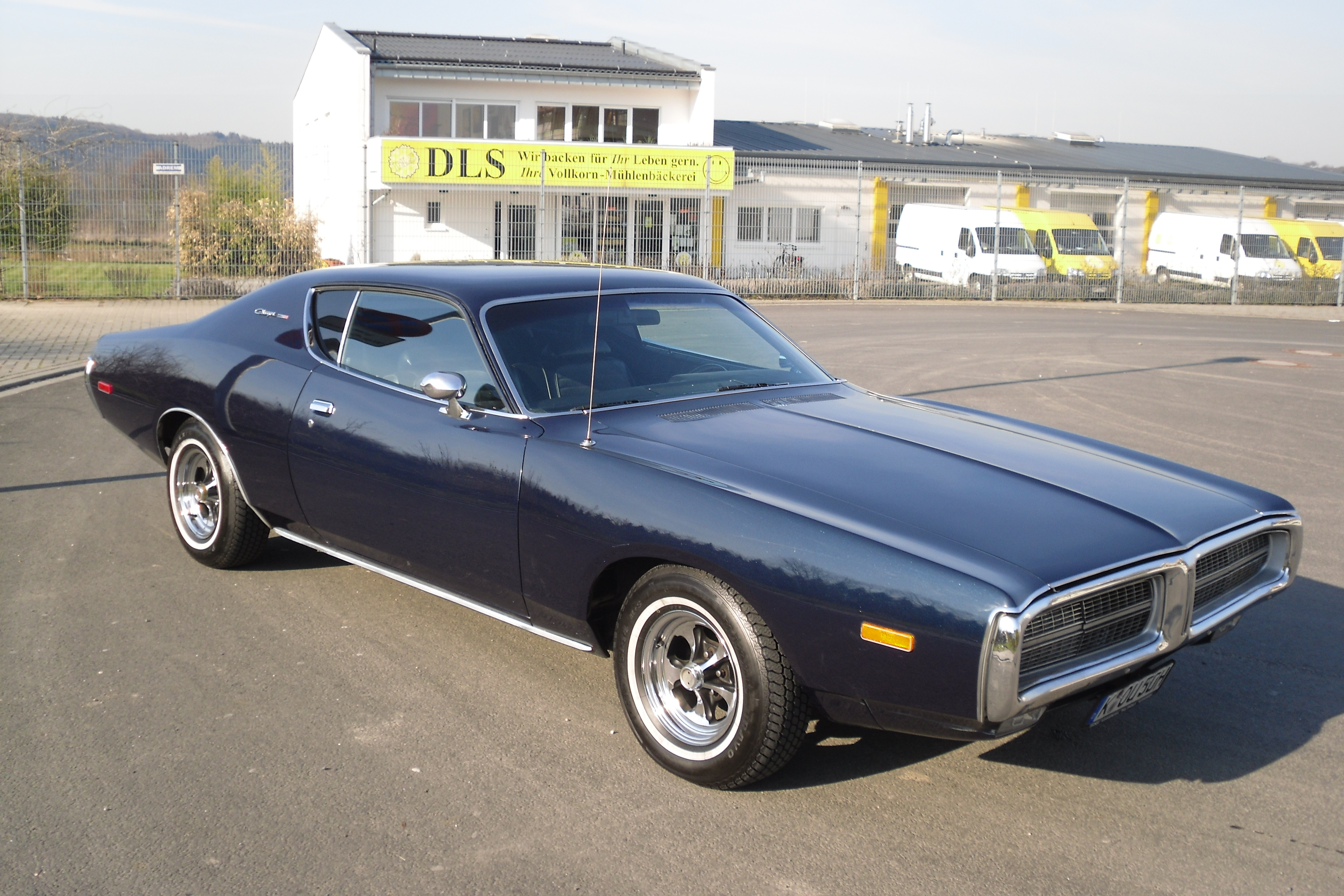
En Colonia (Alemania) en enero de 2009.

En 1972 era esencialmente el modelo intermedio de la marca Dodge y simplifican la gama. Desaparecen las series 500 y R/T que son reemplazadas por la serie Rallye y aparece el “SE”, con acabados de lujo. El "SE" se distingue por su techo en vinilo y sus faros ocultos en la parrilla. El modelo Rallye viene opcionalmente con el motor 440 y es uno de los últimos verdaderos muscle cars de este período.
Al inicio de 1972, Chrysler tenía que reducir la potencia de sus motores para cumplir con las más estrictas leyes sobre emisiones. También empezaron a nombrar las mediciones de los motores en términos de potencia neta, es decir, con todos los accesorios, en lugar de la potencia bruta. Esto llevó a algunas dramáticas "caídas" en las mediciones de potencia de los motores. Al haberse ido el Hemi, el 440 Six Pack se convirtió en el tope de la gama de opciones de motores, cuya potencia cayó de 385 HP (390 CV; 287 kW) brutos hasta 330 HP (335 CV; 246 kW) netos. El 440 regular con 4 bocas cayó de 370 HP (375 CV; 276 kW) brutos hasta 280 HP (284 CV; 209 kW) netos. El 383 no era capaz de cumplir con los nuevos requerimientos de emisiones y fue descontinuado y un nuevo V8 de 400 plg³ (6,6 litros) el cual ofrecía 255 HP (259 CV; 190 kW) netos tomó su lugar.
Todos los motores presentaban relación de compresión reducida para permitir el uso de gasolina regular con o sin plomo, en lugar de combustible de primera (premium) con plomo como en años pasados, debido al incremento cada vez más estricto en las regulaciones de emisiones.
El slant six de 225 plg³ (3,7 litros) medido en 110 HP (112 CV; 82 kW) netos, seguía siendo el motor estándar del modelo base con el V8 de 318 plg³ (5,2 litros) con dos bocas, medido en 150 HP (152 CV; 112 kW) netos. El motor base de la versión Rallye era el Magnum de 440 plg³ (7,2 litros) con cuatro bocas, medido en 280 HP (284 CV; 209 kW) netos. Un V8 de 400 plg³ (6,6 litros) basado en el viejo de 383 plg³ (6,3 litros) era ofrecido en la versión SE y estaba medido en 190 HP (193 CV; 142 kW) netos cuando respiraba a través de un carburador de dos bocas. El 426 Hemi se había descontinuado de la lista de opciones, aunque el 440 Six Pack se mantuvo y hay una disputa por saber cuántos se produjeron, si es que hubo alguno. La revista Motor Trend hizo pruebas con un SE modelo 1972 con el motor de 400 plg³ (6,6 litros) de dos bocas y acoplado a una transmisión automática TorqueFlite de tres velocidades acelerando de o a 60 mph (97 km/h) en un sombrío tiempo de 11,5 segundos y el 1/4 de milla (402 m) en 17,6 segundos a unas completamente pésimas 76 mph (122 km/h).

### 1973

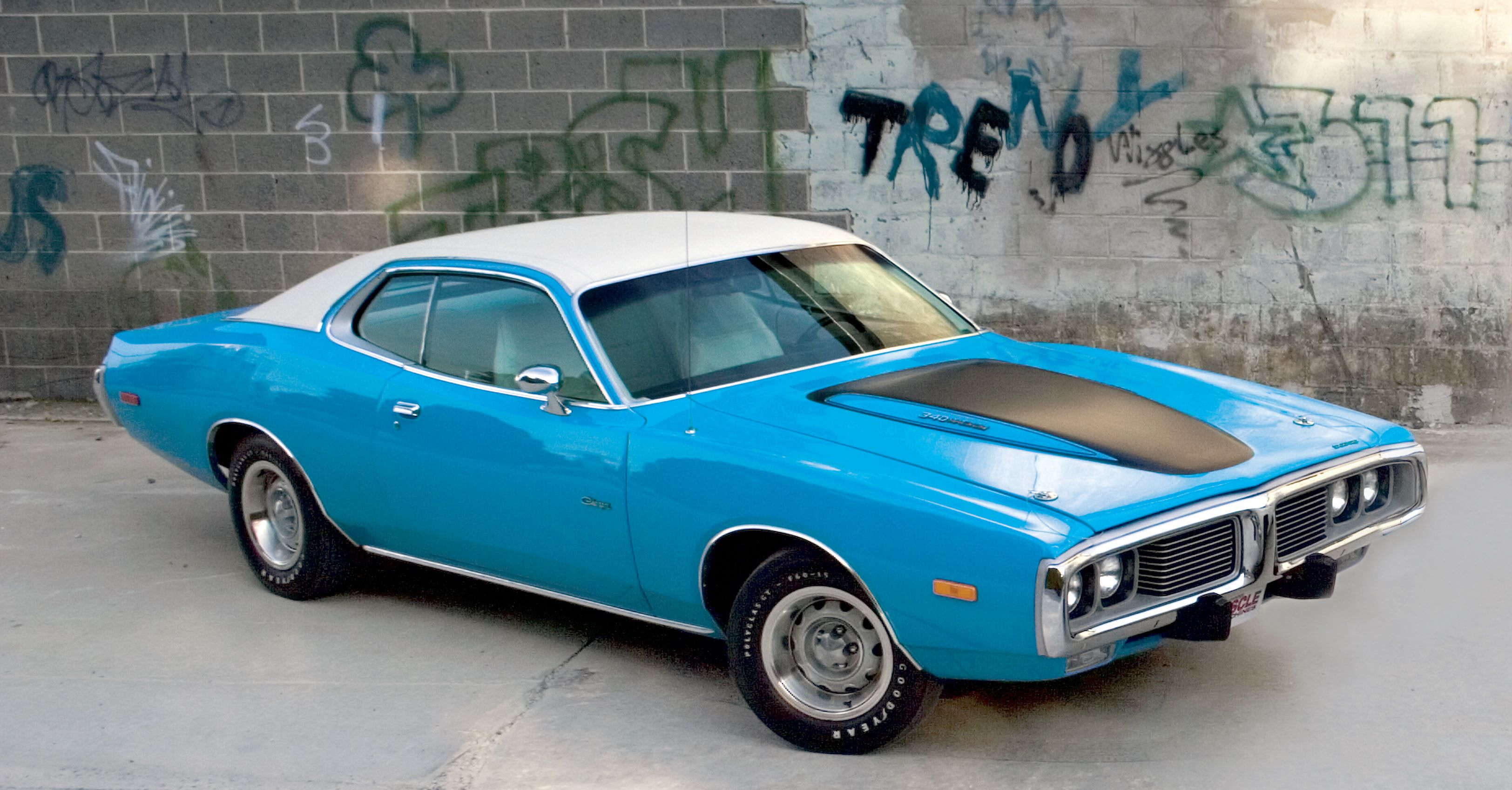
Versión Rallye.

Los modelos de 1973 son muy similares a los de 1972, pero con las ventanillas laterales traseras distintas.
Lucía una nueva apariencia la cual incluía algunos cambios cosméticos delanteros y traseros junto con unos cuartos de ventanillas traseras alargadas. El paquete opcional Rallye agregó rayas laterales gruesas, un capó inmovilizado con bulto de potencia, suspensión con barras antibalanceo delanteras y traseras, neumáticos gruesos con letras blancas en relieve e instrumentación especial.
Presentaba nuevas calaveras con listones colocados verticalmente y nuevas parrillas. El motor de 318 plg³ (5,2 litros) era estándar, con el de 340 plg³ (5,6 litros), 400 plg³ (6,6 litros), y 440 plg³ (7,2 litros) manteniéndose como opciones. Los modelos SE tenían un nuevo tratamiento en el techo con “ventanas triple opera” rodeadas por un estilo de dosel con vinilo en el techo. Todos los otros modelos tenían un nuevo tratamiento para los cuartos de las ventanillas. En este año tuvo sus mejores ventas de toda la 3ª generación.
La potencia del slant six de 225 plg³ (3,7 litros) bajó hasta 105 HP (106 CV; 78 kW), mientras que el tope de la gama era el Magnum de 440 plg³ (7,2 litros) se mantuvo en 280 HP (284 CV; 209 kW), pero sin ninguna razón aparente, las ventas subieron hasta 119 318 coches.

### 1974

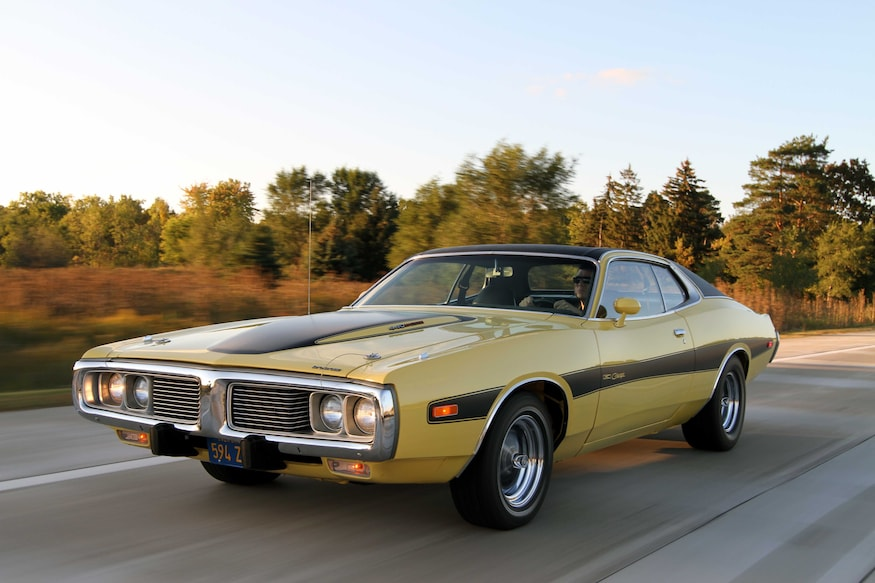
Versión Rallye de 1974.

En 1974 hay pequeños cambios en la parrilla y los faros traseras. Es el último año del Charger como auto deportivo por la Crisis petrolera de 1973 que afectó seriamente a los Estados Unidos. A partir de ese momento, se vuelve importante la economía de combustible y los autos súper potentes con enormes motores pasan de moda.
Continuaba con un motor 440 de 275 HP (279 CV; 205 kW) como la opción tope de la gama de motores. Este sería el último año en que el Charger sería considerado como un vehículo de alto desempeño, mientras que los modelos 1975 serían reposicionados en el sector de lujo personal. Aunque el nombre Charger estaría en varios modelos futuros de Chysler, ninguno igualaría jamás a aquellos de la era del muscle car.
Era básicamente una repetición del modelo 1973. Los cambios menores incluyeron opciones de colores totalmente nuevos, un patrón más suave en las superficies interiores y un ligero incremento en el tamaño de las puntas de goma del parachoques. El cambio más grande fue el abandono la opción del motor de 340 plg³ (5,6 litros) al ser reemplazado por el de 360 plg³ (5,9 litros) con 4 bocas como el motor de bloque pequeño de alto desempeño.
Presentaba un diseño de parachoques de caucho de gran tamaño para cumplir con las nuevas regulaciones gubernamentales. El motor Magnum de 440 plg³ (7,2 litros) estaba recalibrado hasta 275 HP (279 CV; 205 kW), pero los otros motores que continuaban desde el año anterior permanecieron casi intocables. Las ventas se desplomaron y ya era tiempo para un nuevo Charger, pero nunca sería todavía mejor.

### Producción
- 1971: 58 560
- 1972: 75 594
- 1973: 119 318
- 1974: 74 376

Total: 327 848

### Motores
| Tipo de motor | Código             | Cilindrada       | Diámetro x carrera                 | Carburación                  | Relación de compresión | Potencia máxima                               | Par máximo                                 |
| ------------- | ------------------ | ---------------- | ---------------------------------- | ---------------------------- | ---------------------- | --------------------------------------------- | ------------------------------------------ |
| 6 en línea    | Slant-6            | 225 plg³ (3,7 L) | 3,4 x 4,12 plg (86,4 x 104,6 mm)   | Carter BBS de una boca       | 8,4:1                  | 145 HP (147 CV; 108 kW) SAE brutos @ 4000 rpm | 215 lb·pie (292 N·m) SAE brutos @ 2400 rpm |
| V8            | LA-series          | 318 plg³ (5,2 L) | 3,91 x 3,31 plg (99,3 x 84,1 mm)   | Carter BBD de 2 bocas        | 8,8:1                  | 230 HP (233 CV; 172 kW) SAE brutos @ 4400 rpm | 320 lb·pie (434 N·m) SAE brutos @ 2000 rpm |
| V8            | LA-series          | 340 plg³ (5,6 L) | 4,04 x 3,31 plg (102,6 x 84,1 mm)  | Carter de 4 bocas            | 10,5:1                 | 275 HP (279 CV; 205 kW) SAE brutos @ 5000 rpm | 340 lb·pie (461 N·m) SAE brutos @ 3200 rpm |
| V8            | LA-series          | 360 plg³ (5,9 L) | 4 x 3,58 plg (101,6 x 90,9 mm)     | Carter de 4 bocas            | 8,4:1                  | 245 HP (248 CV; 183 kW) SAE netos @ 4800 rpm  | 320 lb·pie (434 N·m) SAE netos @ 3200 rpm  |
| V8            | B-series Magnum    | 383 plg³ (6,3 L) | 4,25 x 3,375 plg (108 x 85,7 mm)   | Carter de 4 bocas            | 8,7:1                  | 300 HP (304 CV; 224 kW) SAE brutos @ 4800 rpm | 409 lb·pie (555 N·m) SAE brutos @ 3400 rpm |
| V8            | B-series Magnum    | 400 plg³ (6,6 L) | 4,34 x 3,375 plg (110,2 x 85,7 mm) | Carter de 4 bocas            | 8,2:1                  | 260 HP (264 CV; 194 kW) SAE netos @ 4800 rpm  | 335 lb·pie (454 N·m) SAE netos @ 3600 rpm  |
| V8            | Hemi               | 426 plg³ (7 L)   | 4,25 x 3,75 plg (108 x 95,3 mm)    | Carter AFB dobles de 4 bocas | 10,28:1                | 425 HP (431 CV; 317 kW) SAE brutos @ 5000 rpm | 490 lb·pie (664 N·m) SAE brutos @ 4000 rpm |
| V8            | RB-series Magnum   | 440 plg³ (7,2 L) | 4,32 x 3,75 plg (109,7 x 95,3 mm)  | Carter AFB de 4 bocas        | 9,7:1                  | 370 HP (375 CV; 276 kW) SAE brutos @ 4600 rpm | 480 lb·pie (651 N·m) SAE brutos @ 3200 rpm |
| V8            | RB-series Six Pack | 440 plg³ (7,2 L) | 4,32 x 3,75 plg (109,7 x 95,3 mm)  | Holley triples de 2 bocas    | 10,5:1                 | 385 HP (390 CV; 287 kW) SAE brutos @ 4700 rpm | 490 lb·pie (664 N·m) SAE brutos @ 3200 rpm |

## Cuarta generación (1975-1978)

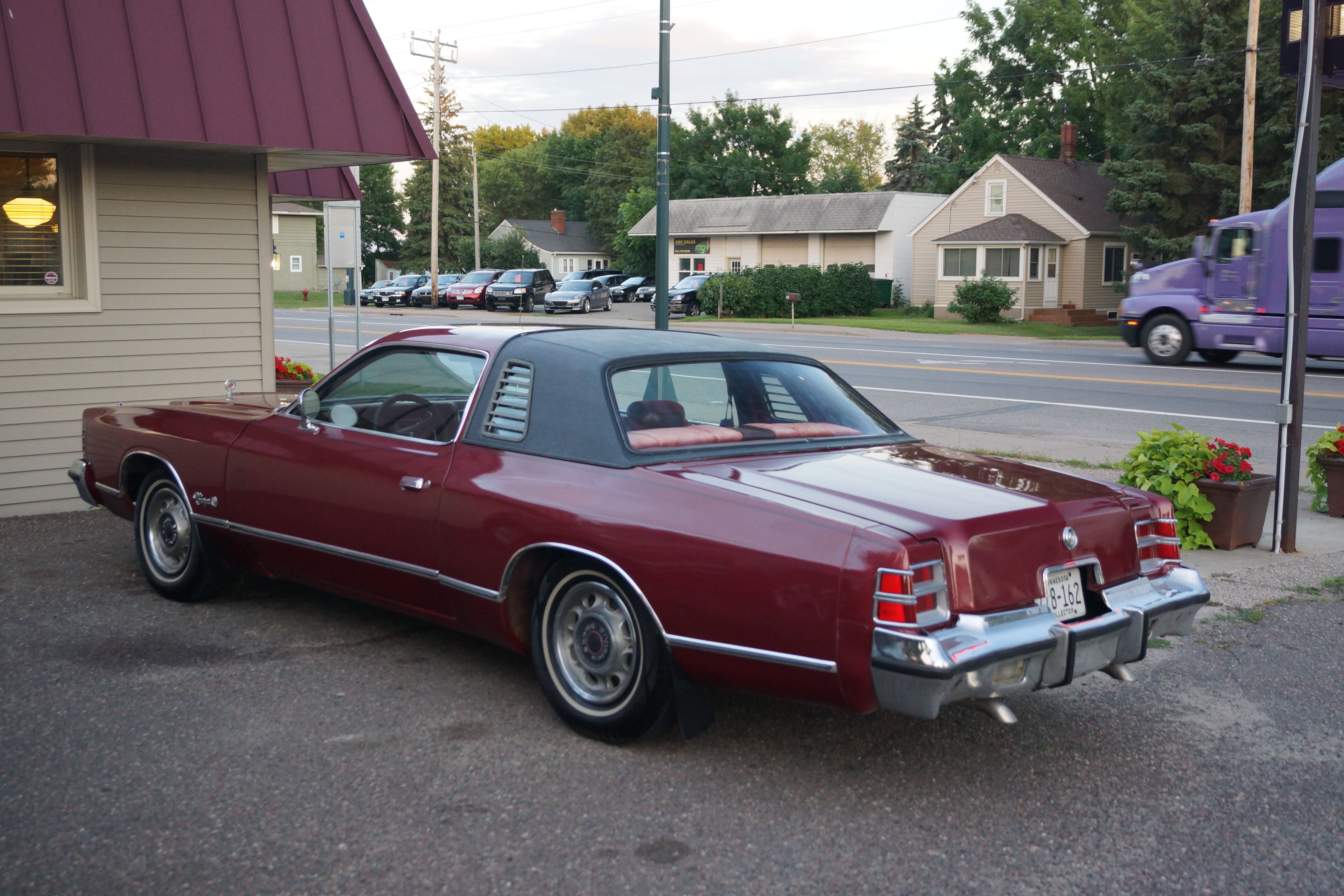
Vista lateral trasera de la versión SE de 1975.

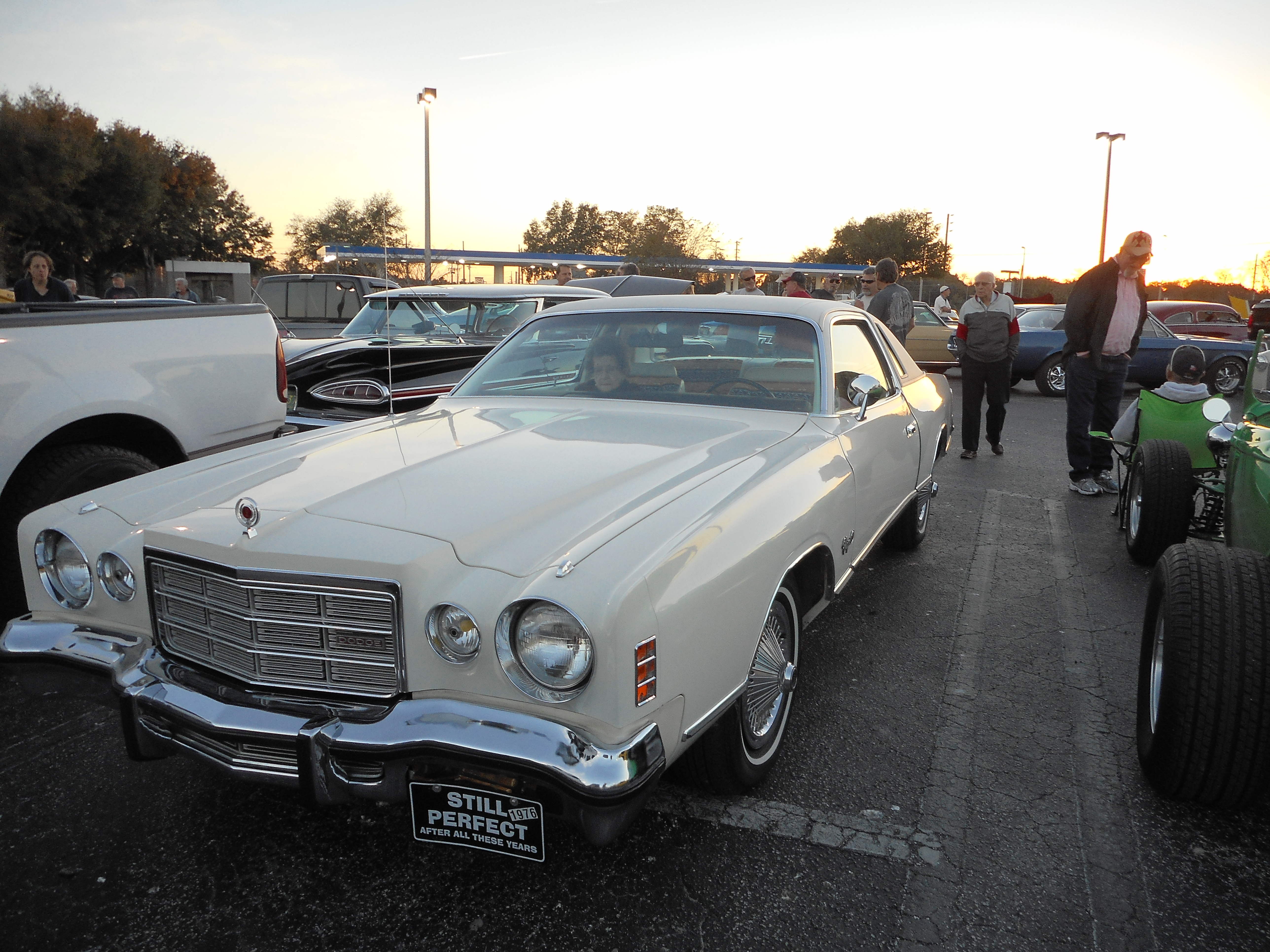
SE Coupé de 1976.

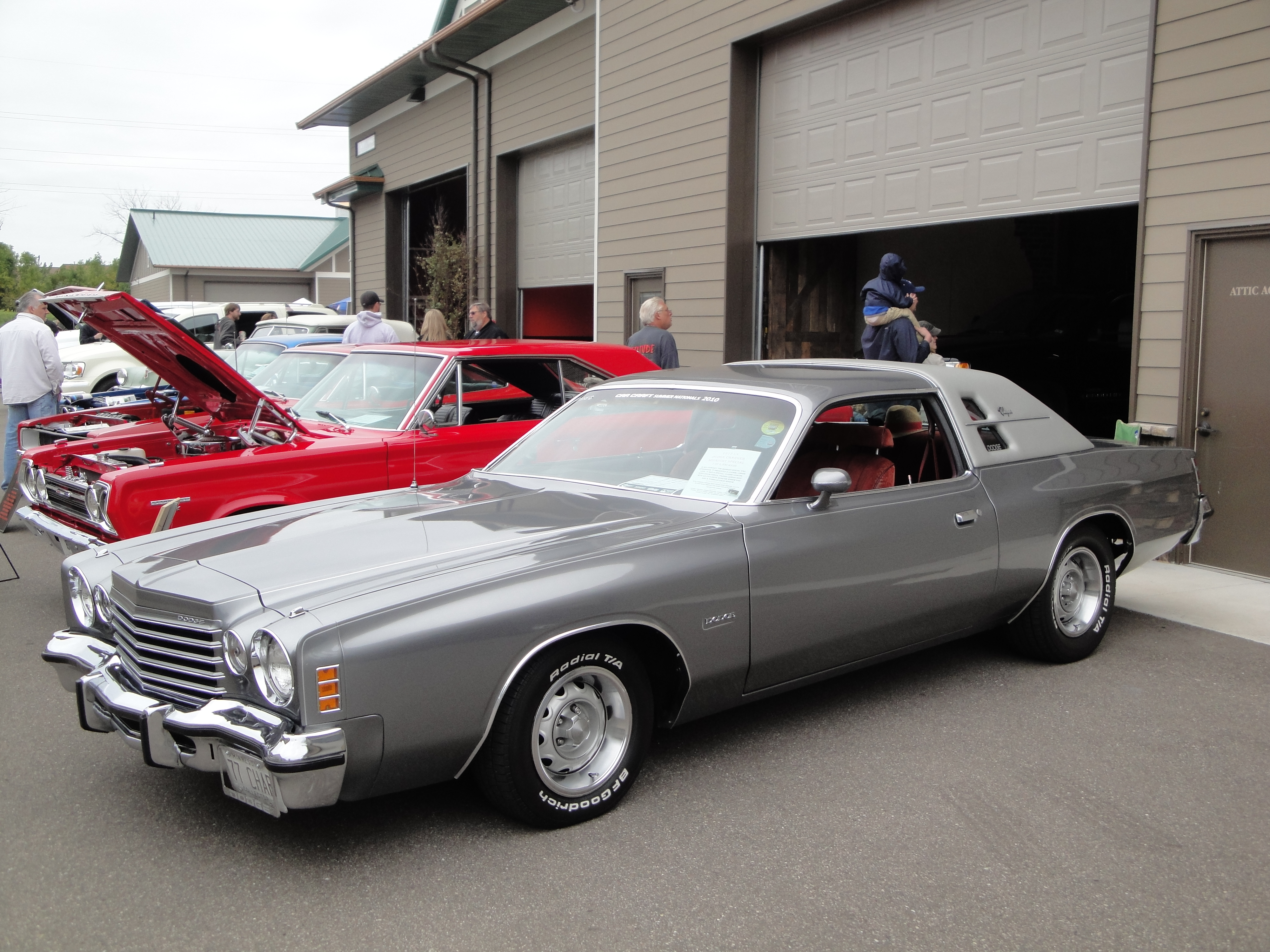
Modelo 1977 en color Midnight Special.

A partir de 1975, el se basó en el Chrysler Cordoba. El Charger SE (Special Edition) fue el único modelo que se ofreció. Las ventas en 1975 ascendieron a 30 812 unidades. Debido a la extrema forma cuadrada de la carrocería, los equipos de NASCAR se vieron obligados a confiar en el modelo del año anterior (1974) para automóviles para NASCAR. Con el fin de que Dodge fuera representado en NASCAR, el nuevo Dodge Magnum estaba listo para entrar a la competencia. En 1976, un Dodge Charger fue uno de los dos coches de serie de NASCAR para competir en las 24 Horas de Le Mans, después de haber sido modificado en las luces de cola y el limpiaparabrisas. Fue impulsado por Herschel y McGriff Doug y patrocinado por la cerveza Olympia, ganándose el apodo de "Oly Express".
Esta fue la última generación para la plataforma "B-body". Los modelos 1975 se ofrecían con una gran variedad de motores, desde el V8 de 318 plg³ (5,2 litros) small block hasta el big block de 400 plg³ (6,6 litros). Debido a la extremada cuadratura del estilo de la carrocería, los equipos de NASCAR se vieron forzados a confiar en el modelo del año anterior para carreras de coches de especificación. A fin de que Dodge estuviera representada, NASCAR permitió que el modelo 1974 fuese usado hasta enero de 1978, cuando el nuevo Magnum estaba listo para su uso en carreras.
En 1976, la gama de modelos fue expandida a cuatro: el base, el Charger Sport, el Charger SE y el Charger Daytona. El base y el Sport usaban una carrocería diferente que el SE y el Daytona y eran esencialmente una reasignación de lo que habían sido los modelos Dodge Coronet de 2 puertas de 1975. El Charger Daytona fue introducido con las esperanzas o el revivirlo con el fuego de desempeño, pero ascendió a un poco más que un paquete de franjas de cinta. Se ofreció con el de 360 plg³ (5,9 litros) small block o el de 400 plg³ (6,6 litros) big block.
En 1977, el base y el Charger Sport se descontinuaron debido a que este estilo de carrocería se convirtió en parte de la nueva línea B-body del Dodge Monaco y solamente el Charger SE y Charger Daytona se ofrecieron. En 1978, solamente alrededor de 2800 unidades fueron producidas, probablemente debido a que se agotara el stock (inventario) sobrante de las piezas de acabado de 1977.
Tenía una parrilla ligeramente diferente. Nació a mediados de la crisis petrolera y las regulaciones de emisiones de mediados de los años 1970, presentaba la misma batalla de 115 pulgadas (292,1 cm) que antes y otra vez retuvo la misma suspensión y elementos estructurales, pero era 218 pulgadas (553,7 cm) más largo, es decir, 1 pie (30,5 cm) más largo que el modelo 1971.
Mientras que los Charger anteriores se parecían al menos un poco al estilo de los fastback, la cuarta generación tenía una línea de techo más formal que se cortó abruptamente hasta una tapa de cubierta con exceso de estilo. El morro tenía como característica un faro sencillo redondeado en su propia bitácora justo por fuera de las señales de giro redondas ligeramente más pequeñas que, al girar, estaban justo afuera de una parrilla rectangular vertical. Los parachoques eran piezas de cromo extrañamente masivas. Si el Charger tuviera la apariencia como cualquier otro que su más cercano "gemelo" Cordoba, era la entonces contemporánea segunda generación del Chevrolet Monte Carlo.
Estaba disponible solamente con un V8 de 360 plg³ (5,9 litros) con la versión del carburador de dos bocas que producía 180 HP (182 CV; 134 kW) y la versión opcional de cuarto bocas con 200 HP (203 CV; 149 kW). La única transmisión disponible era una automática de tres velocidades.
Excepto por el nombre histórico, no había nada deportivo en el modelo 1975. Este era un coche fabricado para flotar en lugar de rugir y todavía con la adición del modelo "Charger Daytona" pintado en acabado bitono a mediados de año podría ser excitante. Con una resurrección del Coronet de dos puertas vendiéndose más o menos bien, este Charger llegó a los clientes durante ese año.
Se seguía vendiendo hasta 1976 y 1977 con cambios a la línea que eran menores: el modelo base regresó y el V8 de 360 plg³ (5,9 litros) era suplantado por el de 318 plg³ (5,2 litros) como la planta de poder estándar en 1976, había una nueva parrilla para 1977 y el modelo base se descontinuó otra vez, los paquetes opcionales hacían "malabares", pero nada hizo interesantes a estos coches. Después de vender 52 761 básicos y versiones SE durante 1976 y 36 204 SE durante 1977, Dodge piadosamente "mató" el nombre.
Fue reemplazado por el Magnum modelo 1978 que usaba la carrocería del Charger introducida para 1975 con una nueva parrilla y nuevos faros rectangulares detrás de cubiertas transparentes.
La cuarta generación era tan mala que esencialmente habían desaparecido de las carreteras de Estados Unidos mientras que la primera, segunda y tercera generaciones permanecen apreciados por los coleccionistas, con la segunda, por mucho, siendo la más deseable. En otras palabras, actualmente es más probable ver un modelo 1969 que uno de 1975, 1976 o 1977.

### Motores
| Tipo de motor | Código    | Cilindrada       | Diámetro x carrera                 | Carburación        | Relación de compresión | Potencia máxima (SAE netos)        | Par máximo (SAE netos)          |
| ------------- | --------- | ---------------- | ---------------------------------- | ------------------ | ---------------------- | ---------------------------------- | ------------------------------- |
| 6 en línea    | Slant-6   | 225 plg³ (3,7 L) | 3,4 x 4,12 plg (86,4 x 104,6 mm)   | Holley de una boca | 8,4:1                  | 100 HP (101 CV; 75 kW) @ 3600 rpm  | 170 lb·pie (230 N·m) @ 1600 rpm |
| V8            | LA-series | 318 plg³ (5,2 L) | 3,91 x 3,31 plg (99,3 x 84,1 mm)   | Carter de 4 bocas  | 8,5:1                  | 155 HP (157 CV; 116 kW) @ 4000 rpm | 246 lb·pie (334 N·m) @ 1600 rpm |
| V8            | LA-series | 360 plg³ (5,9 L) | 4 x 3,58 plg (101,6 x 90,9 mm)     | Carter de 4 bocas  | 8,4:1                  | 190 HP (193 CV; 142 kW) @ 4000 rpm | 270 lb·pie (366 N·m) @ 3200 rpm |
| V8            | B-series  | 400 plg³ (6,6 L) | 4,34 x 3,375 plg (110,2 x 85,7 mm) | Carter de 4 bocas  | 8,2:1                  | 240 HP (243 CV; 179 kW) @ 4400 rpm | 325 lb·pie (441 N·m) @ 3200 rpm |

## En competición

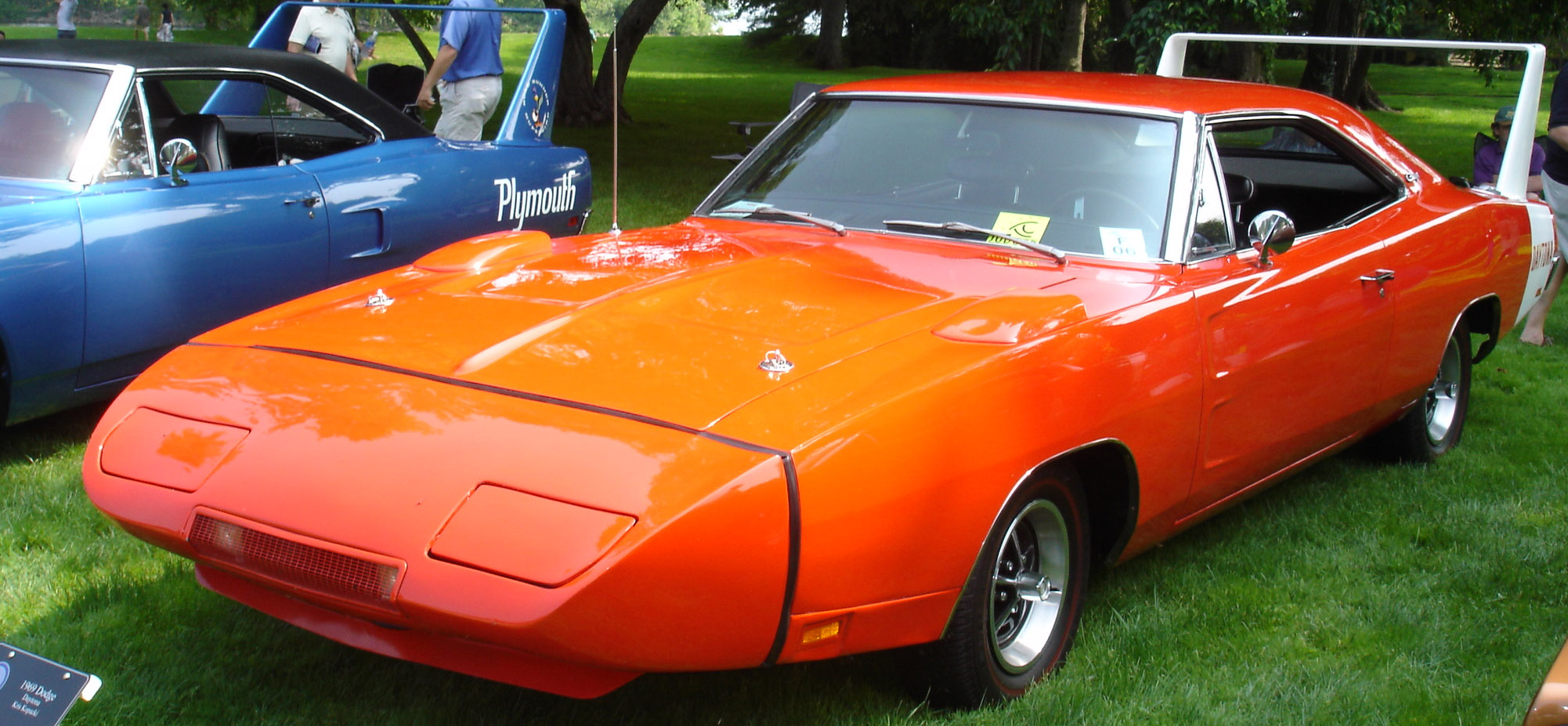
Charger Daytona con la extensión delantera del morro.

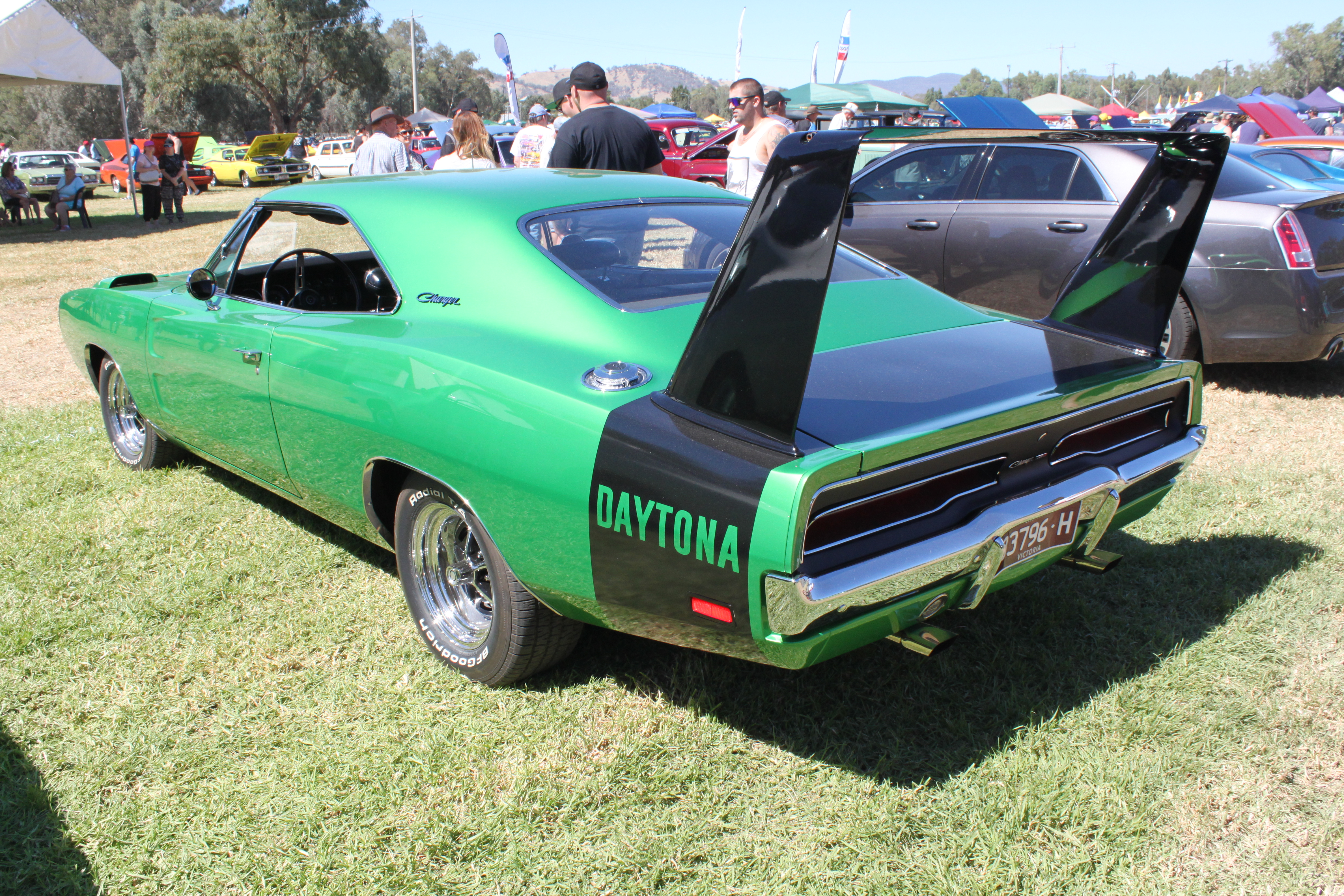
Vista trasera 3/4 de un modelo 1969 con el spoiler masivo.

Ford estaba dominando NASCAR durante mediados de los años 1960 y Dodge esperaba que el Charger pudiera competir. Dodge lo introdujo en la temporada de 1966 NASCAR, pero rápidamente se dieron cuenta de que el coche se desempeñaba pobremente en los circuitos más rápidos. Tenía algo de deslizamiento / elevación trasera severa, causado por la forma del coche que actuaba como un ala. El flujo de aire sobre la parte superior se movía más rápido que el aire que pasaba debajo, exactamente como trabaja un ala. Los ingenieros colocaron un pequeño spoiler de labios sobre el coche y esto ayudó y las reglas de NASCAR requerían que esa opción necesitara estar también en los modelos de producción. Esto provocó que el modelo 1966 se convirtiera en el primer coche estadounidense producido en masa en tener un spoiler. Dodge ganó el NASCAR Grand National Championship (Gran Campeonato Nacional de NASCAR) con 14 carreras finalizadas en primer lugar.
Nada cambió mucho hasta 1969, cuando Ford estaba empezando a desempeñarse bien en NASCAR de nuevo, con su potencia más baja, pero cuyos modelos eran altamente maniobrables. Dodge estaba descubriendo que todavía había mucha falta de agarre y efecto resbaladizo al combinar el Charger con los motores de primera línea, como el 440 Magnum y el 426 Hemi). Los ingenieros descubrieron que la parrilla delantera creaba mucho arrastre y la ventana trasera, la cual estaba tunelizada, estaba creando elevación. Los diseñadores pusieron una parrilla en un Coronet de 1968 e hicieron nivelar la ventana trasera con el resto de la carrocería y entonces así nació el Charger 500.
Los modelos de calle del Charger 500 venían estándar con el motor Magnum 440 y el opcional 426 Hemi. Solamente 500 unidades del Charger 500 se vendieron y alrededor de 100 de estas eran adquiridas para las carreras, convirtiéndolo en un modelo verdaderamente raro.
Dodge no recibió el desempeño que estaba buscando con la modificaciones en el Charger 500, así que los ingenieros regresaron al túnel de viento y tableros de dibujo y entonces apareció el Charger Daytona. La única manera de combatir la elevación era con un gigantesco spoiler de 23 pulgadas (58,4 cm) de alto y una extensión del morro de 18 pulgadas (45,7 cm) en la parte delantera. Esto convirtió al coche muy aerodinámico y ayudó a mantenerlo en pegado al suelo sin importar qué tan rápido corría alrededor de los bancos de pista. Se podían alcanzar velocidades de 200 mph (322 km/h) fácilmente y ningún otro coche en NASCAR podía competirle. Más de 1000 modelos fueron vendidos durante los primeros días de su lanzamiento al público.
Las reglas de NASCAR cambiaron para 1970. En lugar de requerir que se vendieran 500 modelos al público para que el modelo fuera admitido, el nuevo requisito era del 50% de los concesionarios de los fabricantes. Esto significó la necesidad de construir 1920 unidades. Los altos directivos decidieron producir el Plymouth Superbird para carreras, que era básicamente una extensión delantera y un alerón similares al Plymouth Roadrunner. El Superbird conducido por Richard Petty tuvo un buen desempeño en 1970, pero los nuevos cambios en las reglas para 1971 terminaron con los nuevos diseños “aerodinámicos”. Cualquier modelo aerodinámico, que incluía spoiler grande y extensiones delanteras, solamente podía tener un motor de 305 plg³ (5 litros). No tenía sentido producir un coche como este para las carreras y la moda terminó.

## En la cultura popular
Un modelo 1968 negro aparece en la película Bullitt, el cual termina siendo destruido al explotar durante una persecución, misma que es considerada como una de las mejores en la historia del cine. No estaba equipado con motor Hemi, sino con un Magnum de 440 plg³ (7,2 litros).
Un modelo 1969 fue usado en la popular serie de televisión Los Dukes de Hazzard, más conocido como el "General Lee".
Un R/T negro modelo 1970 con un sobrealimentador descomunal saliéndose del capó, ha aparecido en la saga de películas The Fast and the Furious, el cual es conducido por Dominic Toretto, interpretado por el actor Vin Diesel.